# Tenencia de Puerto Viejo
La Tenencia, Provincia o Partido de Puerto Viejo fue una entidad gubernamental costera con categoría de feudo pertenencia a partir de la conquista del Perú en el llamado Reino de Quito y de lo que significó el Imperio Español en América del Sur,

## SigloXVIy la fundación

### Antecedentes a la fundación
Aunque la Villa en sí ya estaba planificada fundarse desde antes de 1534, y fue durante las estancias efímeras de Francisco Pizarro por el territorio que ya era conocida la comarca como Puerto Viejo (desde Coaque por el norte, hasta Tosagua por el Este y la Isla de la Plata al sur hacia 1527), se había pensado en reducir la población de indígenas rebeldes sin que haya escogido el lugar apropiado en su trayecto hacia la conquista del Perú, y tampoco sin haberse dado el adecuado trato con los Caciques que habían declinado su puesta al yugo como un proyecto prioritario. Fue Diego de Almagro, que inicialmente había hecho mejores recorridos al interior de los valles, yacía descubierto diversos caminos hasta la sierra determinando muchos accesos fluviales por el lado Este, puesto que meses antes de marzo de 1535 inicialmente era ya vox populi entre la élite conquistadora y burocrática que había pensado llamarla Villa Nueva de Almagro, en honor a la villa castellana de Almagro, de la que era oriundo, atraído por los vientos frescos que se daban alrededor del actual río Portoviejo en verano y queriendo dejar una sencilla huella que le recuerde como conquistador. Pero era evidente que la jerarquía de Pizarro para autorizar la fundación de una villa estaba sobre la de él. Además los intereses de Almagro estaban molestando a los de Pizarro para ese tiempo, una vez que había desaparecido la preocupación por la presencia de Pedro de Alvarado. Esto se lo afirma según el estudio que la historiadora Dora León Borja hace sobre los sucesos anteriores y posteriores al proceso fundacional de Guayaquil; y entre ello ubicando a los relacionados con la fundación de Portoviejo. Por lo que aquel nombre no fue aceptado, le molestó a Pizarro en silencio aquel alardeo, y para contrariarlo debido a las primeras diferencias de pareceres que surgieron entre la lejanía de ambos conquistadores antes de iniciarse la conquista de Chile y una vez consolidada la del Reino de Quito en esos meses la denominación de Almagro quedó abolida y desechada, puesto que Pizarro ya le había tenido una ligera antipatía con lo sucedido en la fundación de Santiago de Quito que llegó a evidenciar desconfianza. Además Pizarro sabía de la amplia simpatía que tenía con muchos capitanes y la increíble habilidad que Almagro poseía para recorrer los caminos de los actuales territorios del Ecuador continental que Pizarro apenas superficialmente recorrió. Ímpetu que le llevaría a Almagro a descubrir pero no conquistar Chile. 

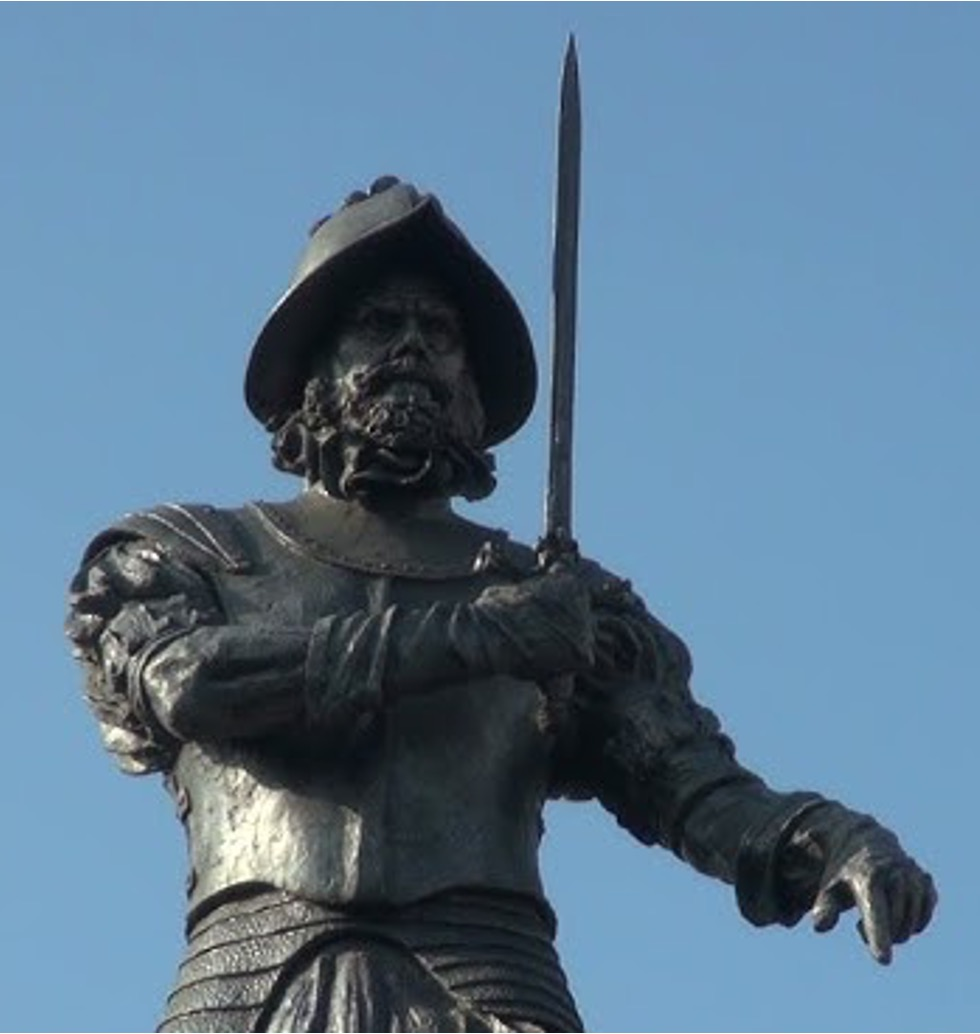
Capitán Francisco Pacheco fundador de Portoviejo, monumento en la plaza central de dicha ciudad.

Almagro era el único mariscal de Francisco Pizarro que estaba en el norte de la costa de la Gobernación de Nueva Castilla, y a pesar de haberse encaprichado por la fundación anteriormente no pudo estar ajeno a ella y era la única personalidad militar que podía ratificar órdenes, que se la transmitieron a Francisco Pacheco. Por lo que la ciudad fue fundada el 12 de marzo de 1535 por el Capitán Francisco Pacheco, bajo las órdenes de Diego de Almagro y con el nombre sugerido y modificado por parte de Francisco Pizarro de Villa de Villa Nueva de Puerto Viejo jurándose fidelidad al rey Carlos I de España, quien después supo que la villa había sido fundada en nombre suyo. Sorprende saber que en el contexto de su fundación fue curiosamente la villa que no conservó íntegro ni el nombre de su localidad indígena, el del cacique donde se asentara la población o el de alguna deidad famosa que lod indígenas adoraran. A diferencia de Quito con Guayaquil con Santiago del Quito, Pasto, Cali, Piura, Arequipa, Lima y otras tantas. La denominación Puerto Viejo era castellanísima, pero de orígenes navieros y coloquiales, que se habían vuelto oficiales. Su fundación estaba resuelta desde la consolidación del primer descuido al que se acudió Francisco Pacheco, pacificando a la autoridad de los Caciques que fueron engañados por los primeros Regidores nombrados para el Cabildo, y de quienes no queda registro porque los primeros Libros de Cabildo de Puerto Viejo desaparecieron en el mismo siglo que se escribieron. Sobre la fundación por Pacheco, existe la siguiente carta dirigida por parte de la Reina de Castilla:

Francisco Pacheco, vi vuestra carta de XXVI de mayo del año pasado de quinientos y treynta e çinco y tengáis en servizio el cuydado y deligençia con que entendeys en poblar la Villa de Villa Nueva que dezís aveys poblado en la provinçia de Puerto Viejo y ansy vos mando que tengáis mucho cuydado de enseñar e ynstruir a nuestra Santa Fee Catholica a los yndios naturales desa tierra y de que/ sean bien tratados no consintiendo que los dichos yndios vayan a las mynas ny travajen en ellas; fecha en Madrid a XVII días del mes de março de myll e quinientos e treynta e seys años. YO, la Reyna. Refrendada de Samano y señalado de los dichos. 
La Reyna.
Archivo General de Indias, LIMA,565,L.2,F.117V

### Organización y límites

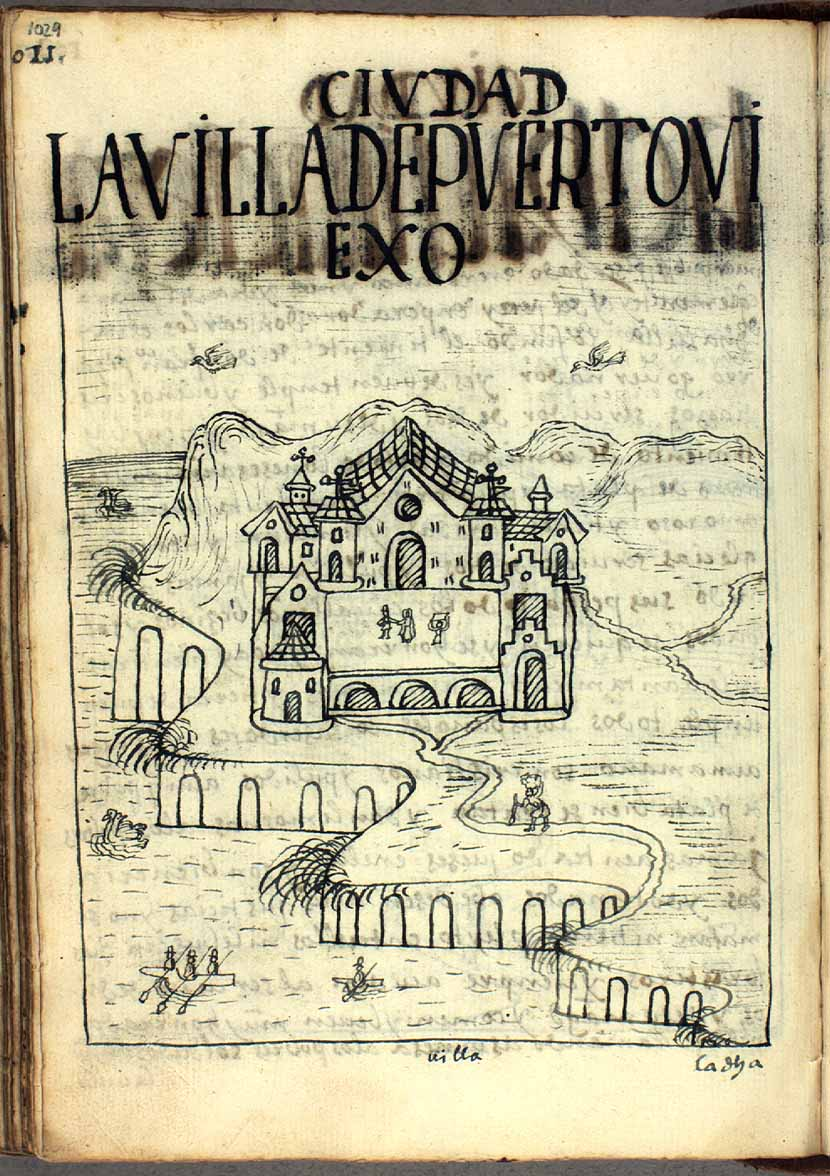
Ciudad la Villa de Puerto Viexo del Perú, según Felipe Guamán Poma de Ayala

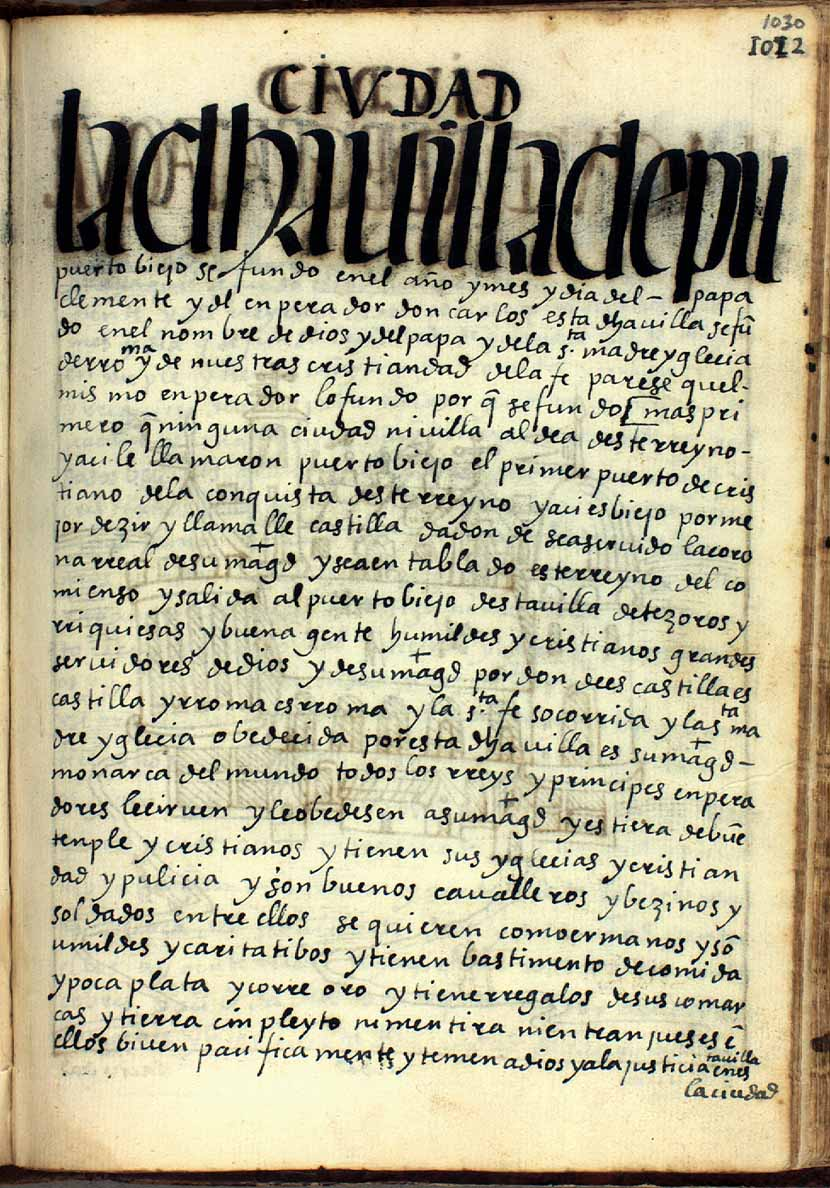
Descripción de la Villa de Puerto Viexo del Perú, según Felipe Guamán Poma de Ayala

Organizada a través de la dirigencia política, judicial y tributaria de un cabildo colonial regido por las leyes del Derecho indiano con sede administrativa residente durante las estancias temporales y definitiva de la ciudad de San Gregorio de Puerto Viejo. La jurisdicción de la tenencia estuvo subordinada automáticamente a la Gobernación de la Nueva Castilla desde 1529, también a la Gobernación de Quito y en integración definitiva a la Real Audiencia de Quito, dentro de la cual hacia 1552 se unificó con la antigua Tenencia de Santiago para conformar un corregimiento; en el cual pasó a formar parte como la segunda tenencia más importante, cuyo ayuntamiento quedaba definitivamente subyugado solo en materia judicial y fiscal en dependencia anexa con la ciudad de Santiago de Guayaquil, que por esto tuvo la sede privilegiada sucesivamente dentro de las instancias superiores de los virreinatos del Perú y de la Nueva Granada. Desde la fundación de Portoviejo ocurrida el 12 de marzo de 1535 por Francisco Pacheco su máxima autoridad la ejerció el Teniente de Gobernador hasta 1552 cuando fue sustituido el cargo en Lugarteniente de Corregidor o Teniente General de Corregidor, asimismo esta entidad padeció un sinnúmero de reiteradas modificaciones, cercenaciones y desmembraciones territoriales previstas por el interés socioeconómico de los primeros gobernadores de Quito para encontrar una salida fácil con acceso de un Camino Real hacia la Mar del Sur que prontamente se consolidó por la ubicación estratégica de Guayaquil. En sus inicios se verifica una extensión primitiva desde la Bahía de San Mateo inclusive por el septentrión que lindaba con territorios de la entonces Villa de Pasto, hasta incluir por el mediodía todo la banda costanera de la Provincia de Santa Elena, excluyendo a la isla Puná y a las vías fluviales que rodeaban la ciudad de Santiago de la Nueva Castilla; empero manteniéndose un acostumbrado contacto comercial y burocrático con la Villa de San Miguel. En el levante colindaba con la antigua Tenencia de Quito y en el poniente el mar; aunque hacia 1570 ocurren imprecisiones de sus límites al norte que se aproximaban a extenderse sus dominios mediante la existencia exclusive por los Ríos Carrizal y Chone, los cuales demarcaron la diferenciación con los Gobiernos de Caráquez, teniendo como referente de frontera hipotética a la llamada encomienda de Charapotó que era una institución jurídica interna dependiente y originaria en la administración de la tenencia. Mediante la creación de la Gobernación de Guayaquil en 1764 se denominaría oficialmente Partido y tras ocurrir la Independencia de Guayaquil en 1820 se formaliza la separación de la Monarquía Española son abolidas sus instituciones siendo anexados sus territorios a la breve República de Guayaquil, para que sucesivamente desde 1824 conformara el eje de la actual Zona Centro-Sur en la Provincia de Manabí.
Se presenta a continuación la célebre descripción general sobre Portoviejo Colonial, según la obra Nueva Crónica y Buen Gobierno del cronista peruano Felipe Guamán Poma de Ayala:

CIVDAD LA VILLA DE PVERTO VIEJO 
La Villa de Puerto Viejo se fundó un día, mes y año en que gobiernan como Papa Clemente y como Emperador don Carlos, a nombre de Dios, del Papa, de la Santísima Madre Iglesia de Roma y de la fe cristiana, siendo su creación ordenada por el mismo Emperador, por ser la primera villa fundada en este reino, antes que ninguna otra ciudad, villa o aldea. Como fue el primer puerto cristiano en este Reino, se le llamó Puerto Viejo por su antigüedad, o viejo como se expresaría en Castilla. 
Desde un principio se estableció la salida por la Villa de Puerto Viejo, de los tesoros y riquezas que se enviaban de este Reino a España. La gente de este lugar es muy buena, humilde y cristiana, grandes servidores de Dios y de su Majestad, por cuya circunstancia se puede decir:  “Castilla es Castilla, Roma es Roma, la Santa Fé socorrida y la Santa Madre Iglesia obedecida; por esta Villa es su Majestad Monarca del mundo por eso todos los Reyes, Príncipes, Emperadores le sirven y obedecen”. 
Tiene buen clima, cuenta son iglesias, y su población constituida por caballeros, vecinos y soldados son buenos cristianos, quienes se quieren como hermanos entre ellos, son ordenados, disciplinados, obedientes, humildes y caritativos. Producen cantidad suficiente de comestibles para su abastecimiento, pero poca carne, así como poco oro plata, pero en cambio se recibe grandes cantidades de riquezas de las comarcas cercanas a la Villa. La gente vive en paz sin pleitos, ni mentiras, por cuyo motivo es poco visitado por jueces, y sobre todo temen a Dios y a la justicia y se comportan bien.

### Acta fundacional

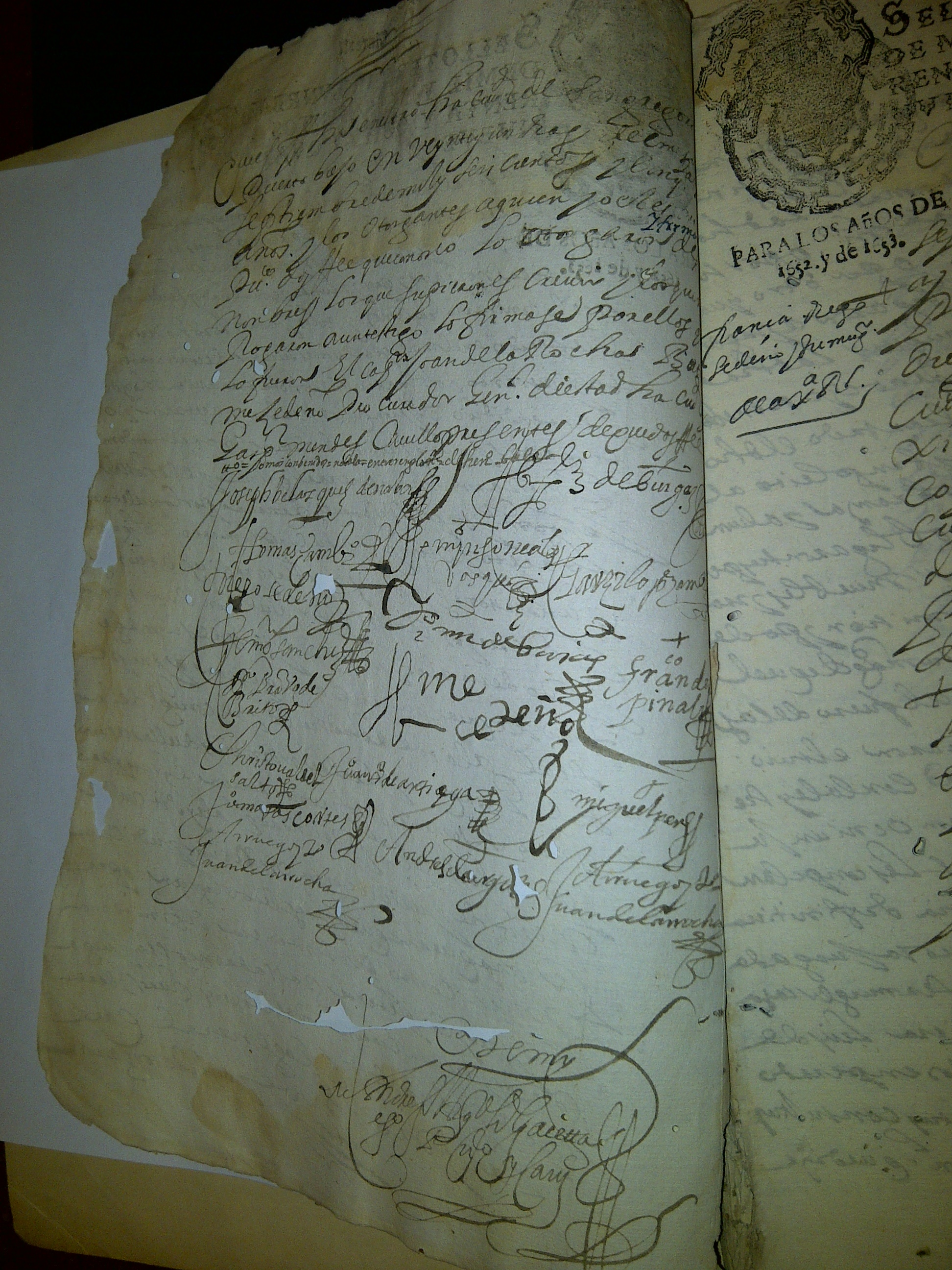
Acta Fundacional de Puerto Viejo

En la finalización del documento constan las firmas de los Capitulares y Vecinos de Puerto Viejo para suscribir un contrato de empetacado y liado de tabaco que era llevado por el puerto de Manta, y dice;

« / que fecha en esta dicha Ciudad de San Gregorio de Puerto Biejo en veynte y un días del mes de Septiembre de mil y seiscientos y cinquenta y (cinco ) años y los otorgantes a quien Yo el Escribano Público doy fee que conozco; lo otorgaron y firmaron de sus nombres los que supieron, escrivieron y los que sí, rogaron a un testigo lo firmase por ellos que lo fueren; el Capitán Joan de la Rocha; Bartolomé Zedeño, Procurador General de esta dicha Ciudad, Gaspar Méndez Cavello (9), presentes, de que doy fee (y lo) otorgo= lo damos conbenidos = no bale = entre renglones = el asiento bale ? = (f) Joseph Belásquez (de Navas). (f) Bartholomé Perez de Burgos. (f) Thomás Çambrano. (f) Martín Gonzales Vásquez, (f) Garci López Zambrano. (f) Diego Sedeño. (f) Martín de Baias. (f) Francisco de Espinales. (f) Gerónimo Sánchez. (f) Bartholomé Cedeño. (f) Pedro Bravo de Brito. (f) Christoval del Salto. (f) Joan de Artiaga. (f) Miguel Pérez. (f) Joan Macías Cortéz. (f) Andrés de Argote. A rruego y por testigos. (f) Juan de la Rrocha . Ante mí, (f) Andrés Marques de Gacetta (10) .Escribano Público y de Cavildo.» .

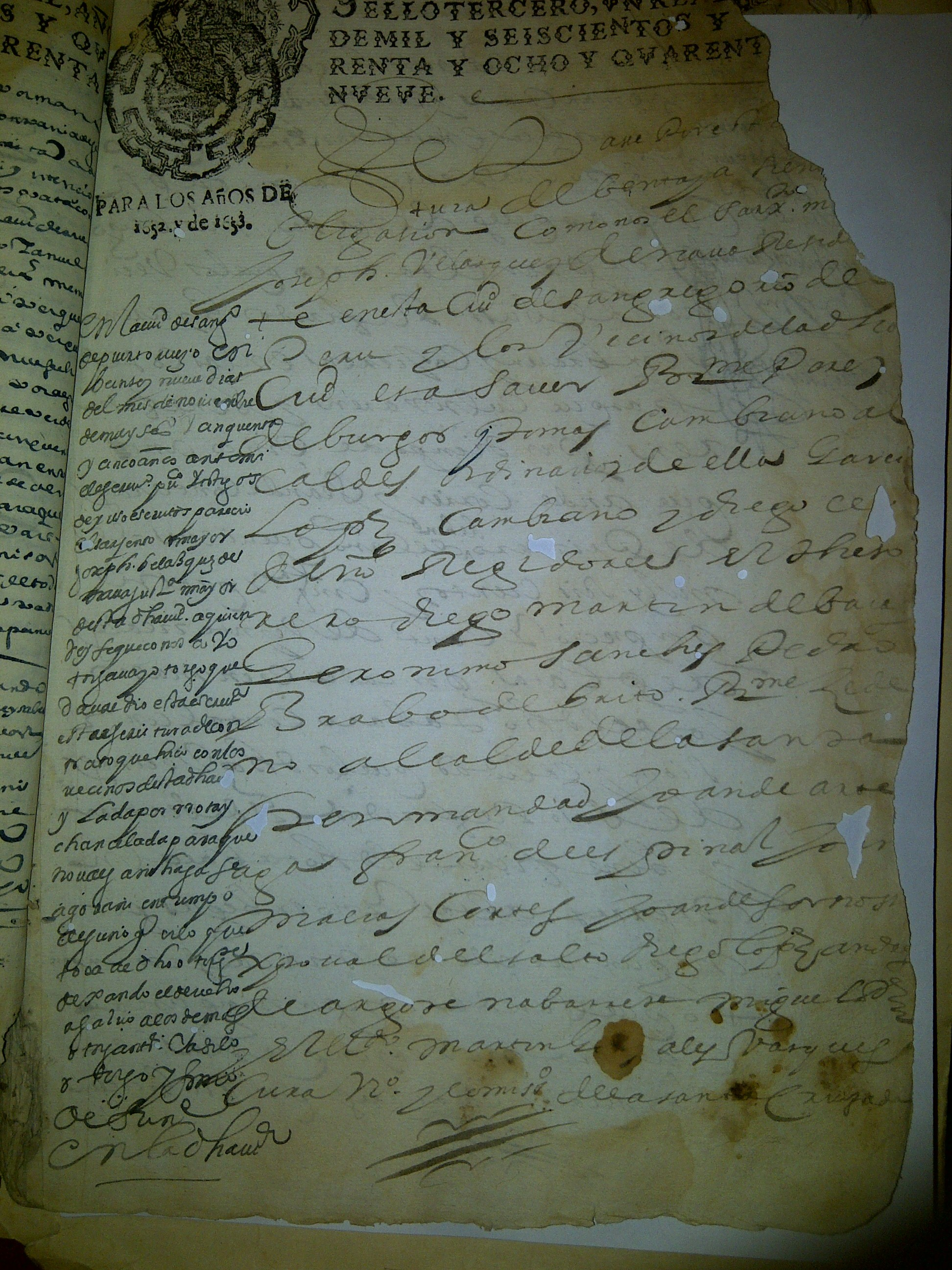
Contrato de participación de los Capitulares

Escritura de contrato que contiene la participación de los Capitulares de San Gregorio de Puerto Viejo en la primera mitad del siglo XVII hacia 1655: 

« En la Ciudad (2) de San Gregorio de Puerto Viejo en beinte y nueve días del mes de Noviembre de mil y seiscientos y cinquenta y cinco años ante mí el Escribano Público y Testigos de yuso escritos pareció el Sargento Mayor Joseph Belázquez de Navas (3) Justicia Mayor de esta dicha Ciudad a quien doy fe que conozco y otorgaba y otorgó que dava e dio esta Escriptura de Contrato; que quien con los Vecinos de esta dicha Ciudad la da por rrota y chancelada para que no vayan, (porque de ínterin) haya se agotaren en tiempo de yuso por lo que toca(re) de dicho otorgante, dexando el derecho a salvo a los demás otorgantes y a su (modo otorgó y firmó de su letra) en la dicha Ciudad. Sepan cuantos vieren esta Escriptura de bentaja sien(do) obligatorio como Nos; el Sargento Mayor Joseph Belázquez de Navas Residente en esta Ciudad de San Gregorio (de Puerto Viejo) del Perú y los Vecinos de la dicha Ciudad es a saber; Bartholomé Pérez de Burgos y Tomás Çambrano, Alcaldes Ordinarios de ella; Garci López Çambrano y Diego Cedeño, Regidores; el Thesorero, Diego Martín de Baias; Gerónimo Sánchez; Pedro Bravo de Brito; Bartholomé Zedeño, Alcalde de la Santa Hermandad; Joan de Arteaga; Francisco de Espinales; Joan Macías Cortés; Joan de Sornossa ; Xrispoval del Salto; Diego López; Andrés de Argote Nabarrete; Miguel Pérez y el Padre Martin Gonzales Vásquez, Cura, Vicario y Comissario de la Santa Cruzada […] » .

### Gobierno de Gonzalo de Olmos
Comenta el Cronista Mayor de Indias Antonio de Herrera y Tordesillas en su tercer volumen de las  Décadas; en la Quinta de ellas, que durante sus mandatos tanto de Gonzalo de Olmos como Francisco Pacheco iniciaron una severa campaña de infamia y persecución en contra de los indígenas sodomitas, en colaboración con los religiosos mercedarios que actuaron de interrogadores. Esta serie de crímenes de odio constituyen históricamente uno de los antecedentes más antiguos a nivel de la costa pacífica sudamericana cometidos en contra de la comunidad GLBT. La Plaza de Armas que tuvo el primer emplazamiento de la Villa Nueva de Puerto Viejo fue escenario de una terrible fogata humana, testigo inminente de este injusto ajusticiamiento masivo de indígenas que practicaban el pecado nefando, llevando la pena de padecer sus pieles chamuscadas. Todo ello como uno de los planes principales que tenían el objetivo de sembrar miedo a la sociedad conquistada y lograr la reducción definitiva en pueblos organizados por sus respectivos Caciques. La mentalidad castellana renacentista y la Pragmática de 1497, redactada en Medina del Campo y promulgada por los Reyes Católicos, sirvió para justificar y aplicar con el apego a una moral cultural contrariada los castigos públicos, como demostración espectacular del nuevo sistema que había llegado para quedarse. 
Documento sobre el estado legal de la Villa Nueva de San Gregorio de Portoviejo que data del 1 de julio de 1539, dedicado al Rey Don Carlos I de España sobre el estado de la ciudad y sus autoridades, en la que relata la aceptación popular hacia el capitán Gonzalo de Olmos como Teniente de Gobernador y se exige su presencia como garantía del merecido tratamiento protocolario con los privilegios que la urbe adquirió desde su fundación, además se dan a conocer las primeras expediciones en la búsqueda del supuesto País de las Esmeraldas que nunca habría de encontrarse:

A vuestra Sacra Cesárea Católica Magestad. Con el acatamiento que debemos como leales criados e vasallos besamos los reales pies e manos de vuestra magestad e le suplicamos umildemente reciba e vea vuestra magestad esta breve relación questa villa de villanueva de puerto viejo e nosotros en su nombre enbiamos a vuestra magestad; e vista dando en todo entero crédito al capitán gonzalo dolmos que de nuestra parte la lleva vuestra magestad lo mande proveer e rremediar en esta villa questa casi despoblada por no le guardar sus térmynos e lymites que tiene e con justo título le fueron dados, pues es la principal escala de esta governaçion, e donde la jente toda que viene a ella a sirvyr a vuestra magestad se rreforma; e los vecinos aunque pobres e adebdados con sauer que en ellos sirvymos e sirven a vuestra magestad, lo hacen tan conplidamente como vuestra magestad verá por la ynformación que dello enviamos, e por rrelación de los que de acá ban que lo saben, espeçialmente del capitán gonzalo dolmos que lo a visto como persona que a tenydo esta villa e provinçia a cargo, e a nosotros en nonbre de vuestra magestad e del governador don Francisco piçarro, al qual como suplicados tenemos; suplicamos a vuestra magestad dé entero crédito de todo lo que dixere porque a él nos rremitimos que como persona que tanto a syrvido a vuestra magestad en las sustentaçión desta villa siendo justicia mayor en ella e después quel governador le mandó sirvyese en otra cosa, en lo qual nosotros en esta villa rrecibió agravio porque después que dexó el cargo antes se a desmynuydo, que no a crecentado porque no se ocupava en otra cosa sino en el syrvicio de dios e de vuestra magestad, e buen rrecaudo de su hacienda rreal e acrecentamyento desta relación pública, e conosçiendo esto dél a nuestro ruego, e doliéndose de la desmynucion desta villa quiso tomar este trabajo de yr a ynformar a vuestra magestad destas provinçias, aunque todavía continúa (él) al servicio de vuestra magestad porque justamente con su favor e ayuda el capitán juan dolmos su hermano está adereçado para salir en busca de la myna de las esmeraldas e descubrimyento dellas con yntinción de gastar la acienda quel dicho capitán gonzalo dolmos e él tienen y sus personas e de sus amygos en descubrir a vuestra magestad esta rriqueza que será muy grande plegar a nuestro tener que se a descubierta en la vida de vuestra magestad para que la corona rreal de Castilla sea ensalçada e vuestra magestad syrvido, aunque en la verdad por muy ciertos tuvyeramos con él ayuda de dios, que sí el Capitán Gonzalo dolmos fuera en persona a ello que le hiciera mejor por ser persona de más esperiencia, ansi encargos de jente como en tener ánimo e industria para la guerra de la jente destas partes, y aunque/ al capitán juan dolmos no le falta en todo anymo e voluntad de syrvir a vuestra magestad, y en todo creemos se dará buena manera por la buena yntençión que en servir a dios e a vuestra magestad tiene, o por la buena yndustria que el capitán gonzalo dolmos le dexa sobre ello y tienese por acierto que no tan solamente se descubrirán las esmeraldas para minas de oro e platta en cantidad, y en todo como leales criados avisamos a vuestra magestad mande al capitán gonzalo dolmos que entienda en esto por lo que dicho tenemos e porque los yndios e señores destas provincias le conosçen e quieren bien e le temen e aman por los buenos tratamyentos que les a echo, e asimesmo al capitán juan dolmos vuestra magestad haga mercedes porque en todo desea syrvyr e sirve a vuestra magestad e gasta lo que tiene en su syrvicio porque estas provinçias lo hace e a echo e con este deseo toma el trabajo de la jornada que lleva, donde piensa syrvir mucho a vuestra magestad cuya vida e rreal persona estado de vuestra magestad nuestro señor aumente por largos tiempos con acreçentamyento de otros mayores rreynos e senoryos e vitoria contra los infieles, todo a su santo syrvicio; desta villa de vuestra magestad primero de julio de 1539 años.
A vuestra Sacra Cesarea Católica Magestad umildes criados e vasallos que los rreales pies e manos de vuestra magestad besamos. 
(f) Francisco Gutiérrez.                          (f)  Francisco Flores.  
(f)  Cristóbal Rodríguez.                         (f)   Francisco Pérez.
Por mandato de los señores Justicia regidores.
(f) Pedro Álvarez 
ESCRIBANO PÚBLICO DEL CONCEJO.
Archivo General de Indias/ Sección de Patronato/ legajo 169/ Número 2/ Ramo 3/ Vitrina 19.

### El camino a Manta en 1546
Todas las ciudades fundada alrededor de franjas costaneras como Portoviejo nunca debían ubicarse en situaciones exactas colindantes al mar sino más bien entrometidas en un valle adyacentes a un puerto seguro. Siguiendo esta premisa histórica al igual que las articulaciones urbanas entre el Callao con Lima, el de la Isla de la Puná con Guayaquil, el de Paita a Piura, el de Buenaventura con Cali comprueba que el eje desde Manta a Portoviejo era la entrada y salida oficial de todos los productos que salían de la Tenencia de Puerto Viejo. 

HERNÁN PÉREZ VECINO DE PUERTO VIEJO TIENE EL PRIVILEGIO DE SU ALTEZA DE CONSTRUIR CASAS DE ALOJAMIENTO PARA LOS PASAJEROS QUE LLEVAN MERCADERIAS Y TRAJINAN BASTIMENTOS DESDE EL PUERTO DE MANTA HASTA LA DICHA CIUDAD Y LLEGAN DE OTRAS PARTES. 
Licençiado de la Gasca del Consejo de la Santa y General Ynquisiçión y Presydente de la abdiencia Real de las provincias del Perú. Hernán Pérez Vezino de la Cibdad de Puerto Viejo me a hecho relación que desde el puerto de Manta que es el primer que se (va) construyendo dende para más las provinçias del Perú a estado desta población la dicha çibdad de Puerto Viejo fyrme ves diez leguas de camino todo del poblado e que muchos homes nabengantes e pasajeros que van desde el dicho puerto por ser como es despoblado y los dichos camynos y pasajeros que los yerros enteros padecen gran adversidad e trabajos e que a así vido salir españoles de la una parte a la otra y no por él van más que los indios de los otros a los matar en un yerro de montaña que está por el dicho camyno e que para se remediar convenía que en la dicha tyerra sirvyese una casa poblada donde los dichos pasajeros y homes que caminasen de la una parte / a la otra e pudiesen recoger e albergarse de noche (en posada) y que (no) le parece (esto vaya) contra (leyes) de Su Magestad y para que no se escapen los dichos endios quysiere hazer la dicha casa y ansé suplicó le mandase dar le pagallen ( la renta dello); lo que en las horas que la parte que pareciere que conviene avyendonos servido de le mandar dar algunos salarios la podáis mejor sustener e como la mi merced fuese, lo que visto por los del Consejo de las Yndias de Su Magestad fue acordado que deya manda ordenes desta merced dan en partes vos e yo tovelo por byen e porque vos mando que veays lo susodicho proveays acerca dello lo que convenga y icieredes lo que más conviene, fecha en la Villa de Madrid a veynte e seys días del mes de Febrero de myll e quinientos e quarenta y seys años. Yo, el Pryncipe . Refrendada de Samano y señalada del Cardenal de Sevilla y de los dichos Gutierrez Velásquez y Gregorio Lopez y Salmeron y el Dotor Hernán Pérez. El Príncipe.
Archivo General de Indias/LIMA,566,L.5,F.196R-196V

### Gobierno de Francisco de Orellana

Francisco de Orellana

Fue destituido en su ausencia cuando proseguía con el Descubrimiento del río Amazonas. Con este nombramiento se precisa y se sella la definitiva vinculación política y geográfica que la hizo tradicionalmente histórica entre las Ciudades de Puerto Viejo y Guayaquil. Juan Porcel Vecino de Puerto Viejo, sería nombrado en su representación Alcalde Ordinario en la Ciudad de Santiago de la Culata. De ahí en adelante a finales del siglo XVI el Teniente de Gobernador presidirá en un principio los dos cabildos, ausentándose en uno o haciendo presencia en otro, dejando encargado al Alcalde Ordinario de mayor experiencia en ejercicio para la fecha del Cabildo en que no estuviere presente. Con el nombramiento del primer Corregidor y Justicia Mayor que para este caso ocurrió en el reinado de Carlos V, éste funcionario nombraría en unos casos a uno o a dos de sus Tenientes Generales de Corregidor, uno que lo sustituía interinamente en Guayaquil, y otro de manera temporal en Portoviejo. Ambos Tenientes mantenían al tanto de todas las novedades administrativas al Señor Corregidor en cartas y por escrituras públicas que en muy pocos casos se han encontrado. 
Adicionalmente los Corregidores que tenían dos Tenientes Generales podían pagarse otro suplente porque de los Propios de la Ciudad o de su caudal personal sacaban un sueldo adicional que estaba especificado como excusa en su nombramiento o constaba en cláusula con otros atributos y ganancias personales, que eran adquiridas en sus negocios que hacían la excepción de los compromisos. Esta instancia garantizaba la movilidad y dinámica de la autoridad corregimental que a la vez era también judicial en el ejercicio del poder, para así gestionar procedimientos y relaciones de los intereses locales de su jurisdicción respecto a Quito y Lima; a pesar de que muchos Corregidores solamente obtuvieron el favor virreinal de nombrar únicamente un Teniente General de Corregidor que lo pudiera sustituir en las sesiones de cada cabildo; por lo que cuando el Corregidor auténtico realizaba la visita anual a la jurisdicción que no eran las dos Ciudades principales, su Teniente General de Corregidor asumía una de sus funciones en Guayaquil, mientras que el Alcalde Ordinario de mayor edad en el cargo lo hacía en Portoviejo, y así en viceversa. En otras circunstancias sí el Corregidor se ausentaba de las dos Ciudades y tenía dos Tenientes podía evidentemente marcharse y obviar su asistencia a las sesiones de cabildo con tranquilidad cuando le hubiera placido estar ausente. Como sucedió en otras ciudades indianas, castellanas, aragonesas e italianas los Corregidores solían ser un título de premiación y compra por los servicios dados a la corona en el ámbito militar o por la vía de la carrera de Indias, instrumentada cuidadosamente por las influencias de políticas nobiliarias y los méritos de trayectorias burocráticas reconocidas en cualquiera de las cortes virreinales de Lima, Madrid , la Ciudad de México, o Nápoles. 
Lo cierto es que estos funcionarios estaban obligados a dividir sus estancias en frecuentar el recorrido de las jurisdicciones que le habían sido asignadas en su título con cada una de sus competencias tripartitas: judiciales, políticas y militares, inserto en el oficial de Corregidor y Justicia Mayor de Santiago de Guayaquil y San Gregorio de Puerto Viejo. El periodo de un Corregidor solía durar de 4 a 5 años en las Indias, aunque el Consejo de Indias les dio muchas prórrogas y extensiones de periodos administrativos, atendiendo a casos excepcionales sobre una variedad de intereses locales mezclados con los universales que tenía la corona. Durante su mandato Orellana no fue muy popular en Portoviejo, pues al adoptar medidas de desconocimiento a la clase dirigente Encomendera comprendida por nobleza indígena y españoles conquistadores avecinados que estaba emergiéndose, éstos lo tomaron como traición a los pactos que Pacheco y De Olmos llegaron concretar en más de cinco años, una vez pacificada la región para poner la poblaciones indígenas al yugo de Castilla. Sus compromisos con amistades, le auguraron la revocatoria de sus arbitrariedades por parte del propio Rey y del Consejo de Indias. La oligarquía indígena y mestiza que se había creado desde la fundación tenía ya asegurado su futuro, y los sucesores de Orellana no se atrevieron a más afrentas; incluso el destino de todos esos caudales sería a invertido en empresas y en ciudades lejanas. A Orellana le tocó lidiar con los primeros desacuerdos sobre la filosofía que interpelaba la racionalidad y espiritualidad de los indígenas, y la demostración de su rechazo, estaba mermado por los prejuicios que se hacían en la época al comparar los indios de Puerto Viejo, que se consideraron domésticos y de paz, en comparación a los  que había debajo de la península de Santa Elena, denominados belicosos y guerreros. La impaciencia y la captación de riqueza metálica en otras regiones, le llevaron prácticamente a abandonar el cargo, y que los Alcaldes Ordinarios le sustituyeran en las sesiones de cabildo.  La experiencia de esta administración sirvió para que sus similares en otras ciudades suavizaran sus intenciones y facultades políticas.

### Cartas de los vecinos de Puerto Viejo a Felipe II
Durante el año de 1566 se llevaron a cabo varios informes sobre la situación de la Villa de Puerto Viejo que fueron remitidos al rey Felipe II en una serie de cartas que se representan a continuación

A la S.C.C.R.Magestad del Rey Don Felipe Nuestro Señor en su persona - Carta del Cabildo de la çibdad de Puerto Viejo

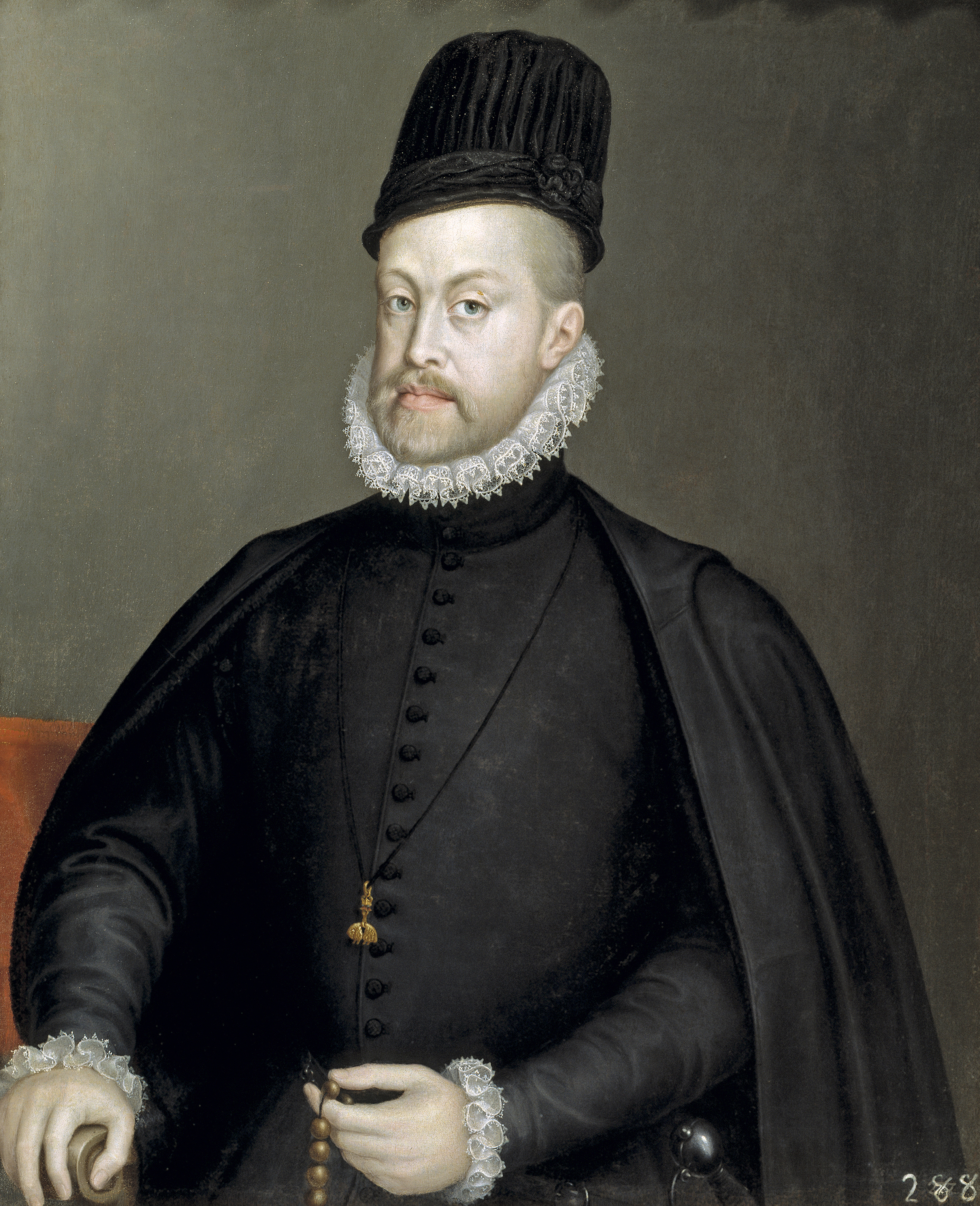
Felipe II rey de España en 1566

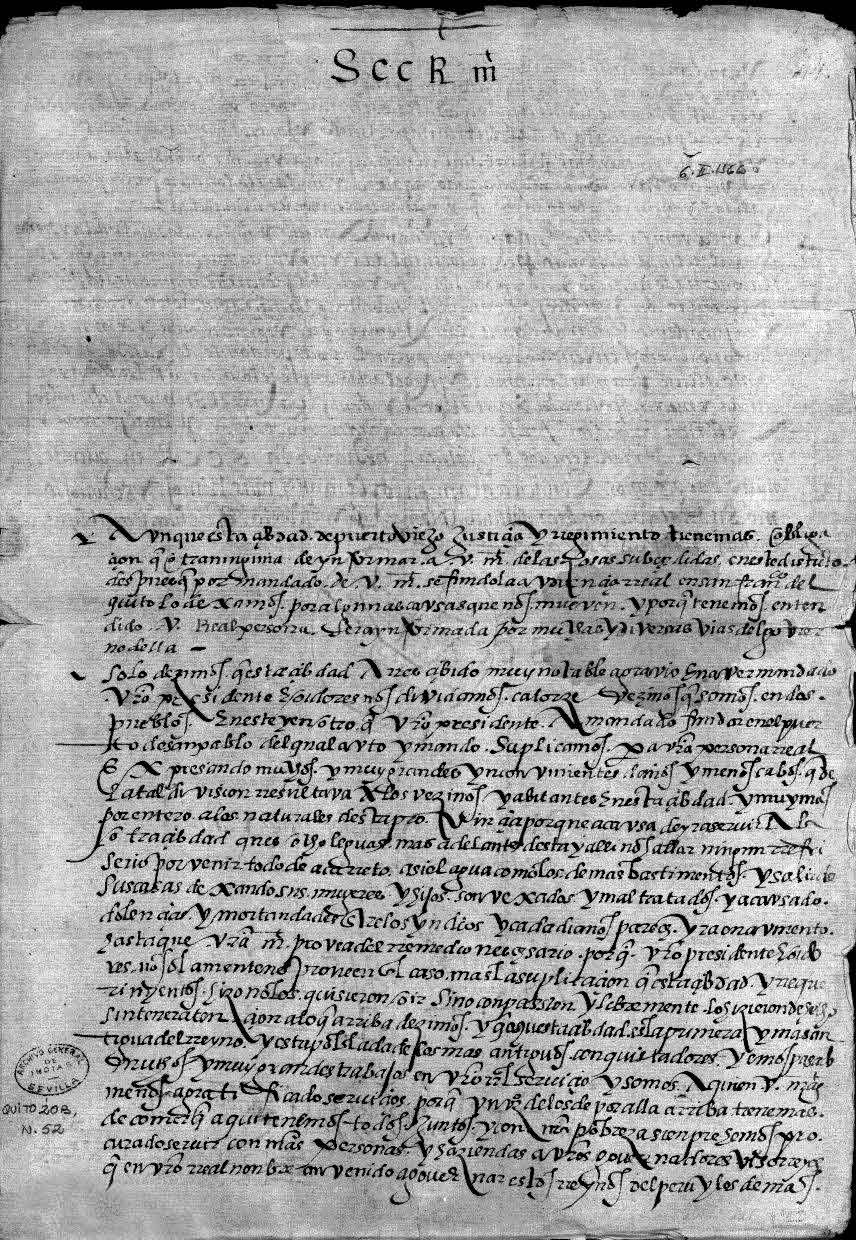
Documento original del Cabildo de Puerto Viejo que debieron constar en los Libros del Ayuntamiento reflejando el descontento de la población.

Aunque esta Çiudad de Puerto Viejo, Justicia y Rregimiento tiene más obligación que otra ninguna (Ciudad) de ynformar a vuestra Magestad de las cosas subcedidas en este distrito, después que por mandado de vuestra majestad se afincó la Audiencia Rreal en San Francisco del Quito, lo dexamos (entretanto a las proposiciones que) por algunas causas (de urgentes tenidas) que nos mueven (deciros) y porque tenemos entendido (que) vuestra Rreal persona será ynformada por muchas y diversas vías del govierno de ella (muy aparte de los presentes infrascritos habidos que damos noticia del tema).

Ytem, solo desimos que esta çibdad a rrecebido muy notable agravio una vez (que habiendo) mandado vuestro Presidente e Oidores (ordenando la tal mudanza); (porque) nos devíamos (solamente) catorze Vecinos que somos en los pueblos (de esta jurisdicción), en éste y en (el) otro que vuestro Presidente dio mandado (por obligación) afincarnos en el puerto de San Pablo (de Manta según lo ordenado) del general auto y mandó (lo fecho por su persona obedezcamos la mudanza al ínterin sin explicación alguna).  Suplicamos a vuestra Perzona Rreal expresando muchos y muy grandes ynconvinientes, daños y menoscabos que de la tal división (esto) rrepre(sen)taba a los Vezinos y abitantes en esta çibdad y muy más por entero a los naturales de esta provincia, porque a causa de yr a servir(nos en) la dicha otra çibdad (nueva) que está ocho leguas más (a)delante de ésta (al poniente en la Mar del Sur) y allí no hallaron refrigerios por venir todo de acá (di)rre(c)to, asía (falta) el agua como los demás bastimentos y (los Vecinos y naturales fueron) salidos (de) sus casas dexando (a) sus mujeres y hijos, (que por este descuido) son vexados y maltratados y a causado dolencias y mortandades de los indios y cada día (aquella calamidad horrenda) nos parece yrá en aumento hasta que vuestra Magestad provea del rremedio necesario, porque vuestro Presidente e Oidores (hicieronlo sin darlo por decidido) solamente (admitiendo) no proveer del caso (alguna solución); más la suplicación que esta çibdad y rrerquerimyentos (que avisa, sí respondieronles a este pedimento justo, al cual) no los quisieron oir (y) sin compassión y libremente lo sirvieron de susodicho sin tener atención (ni avíos prometidos) a lo que arriba decimos. '(In voce nemine discrepante; sep)a  (y memoramosle a Vuestra Magestad) que esta çibdad es (una de)la(s) primera(s) y más antigua(s) del rreyno y está poblada de los más antiguos conquistadores y (desde que se hizo la conquista) emos pasado muchos y muy grandes trabajos en vuestro Rreal servicio y somos a quien vuestra Majestad menos gratificados servicios (recibimos),  porque (téngalo comprobado) vuestra Magestad de (aquellos súbditos y vasallos) los de por allá arriba (dichos) tienen más (riquezas, edificios, frutos y cosas) de comer, que aquí (no lo) tenemos (a privilegio tanto); (asimismo que) todos juntos y con mucha (penuria notoria y) pobreza siempre hemos procurado servir con (la) mayor (entrega a su arbitrio, pagando los tributos y dando la cantidad de) personas y haziendas a vuestros Gobernadores y Visorreyes que en vuestro Rreal nombre an venido a gobernar estos rreynos del Perú y los demás viandantes (que hay en estos dominios de las Indias) an sido favorecidos (a costa nuestra) de lo necesario, pues vuestra Magestad (pudiese) dar mas pirmisivas (como) rrey y Señor Nuestro;  (y por nuestra carta) remedie a los agraviados y levante a los afligidos, nos provea vuestra Majestad del remedio neçesario que en tal caso se requiere, porque Vuestra Audiencia de Quito tiene al presente esta çibdad destruida por el suelo y a nosotros muy afligidos (y olvidados).

Ytem; para esto y otras cosas que esta çibdad tiene que suplicar a vuestra Magestad inbiamos allá a Alonso de Vilano Vadeçayas nuestro Procurador, a quien vuestra Majestad dará todo crédito por ser persona de calidad con quien cabe toda merced que vuestra Majestad le hiziere en nombre de esta çibdad.

Ytem; con la venida del Licenciado Salazar de Villasante a quien vuestra Magestad mandó mudar de la Audiencia Rreal de Lima a la de Quito rescibió esta çibdad y provincia muy gran contento por averla contestado quando fue Corregidor de Quito y sus çibdades (en quienes se presentó y se le dió recibimiento por todos los cabildos), contrariamente sin que sepa(mos) de personas combinientes (a quienes acudirnos con mayor confianza), ha querido que toda justicia (le obedezca, que lo fue acatado por nuestra Ciudad desde el principio), (y habiendo tenido la noticia) como le tomó (juicio de) rrecidencia Vuestro Real Consejo de Yndias, y es çierto no tenemos entendido (ningún) rresultado contra él, (los) cargos por donde (nos) dexase arrebatos (son ningunos) como allá se verá (de informarnos debidamente), más largamente porque él ha sido siempre zeloso de vuestro real servicio y tiene ciencia y mucha espiriencia en esta tierra (nos porfiamos perpetuamente en las ordenes de su signado que nos llegan por el correo).

Vuestra Majestad nos haga merced en mandarlo volver y allá con brebedad (se remita) porque en ello sea servido Dios Nuestro Señor y Vuestra Real persona y nosotros seamos mantenidos en justiçia. Nuestro Señor, la Sacra Cesarea Catolica Real Majestad guarde muy largos años con acrecentamyento de mayores y más Reinos y Señoríos como su Rreal coraçón desea; de esta çibdad de Puerto Viejo y de febrero seis días de mil e quinientos y sesenta y seis años. 
Leales vasallos y criados de vuestra Majestad que sus reales manos besan.

Fernando Alonso Holguín. Francisco Brizeño. Francisco Pérez. ( Firma ilegible) . Alonso de Ocampo. 

Ante mí; 
Valltazar de Velasco. 

Escribano Público y de Cabildo
Quejas del Vecindario y moradores de Puerto Viejo a Felipe II por la mudanza obligatoria del valle periférico al puerto de Manta.  (Archivo General de Indias,QUITO,20B,N.52)

### Galería de Escudos de los conquistadores hijodalgos de Puerto Viejo

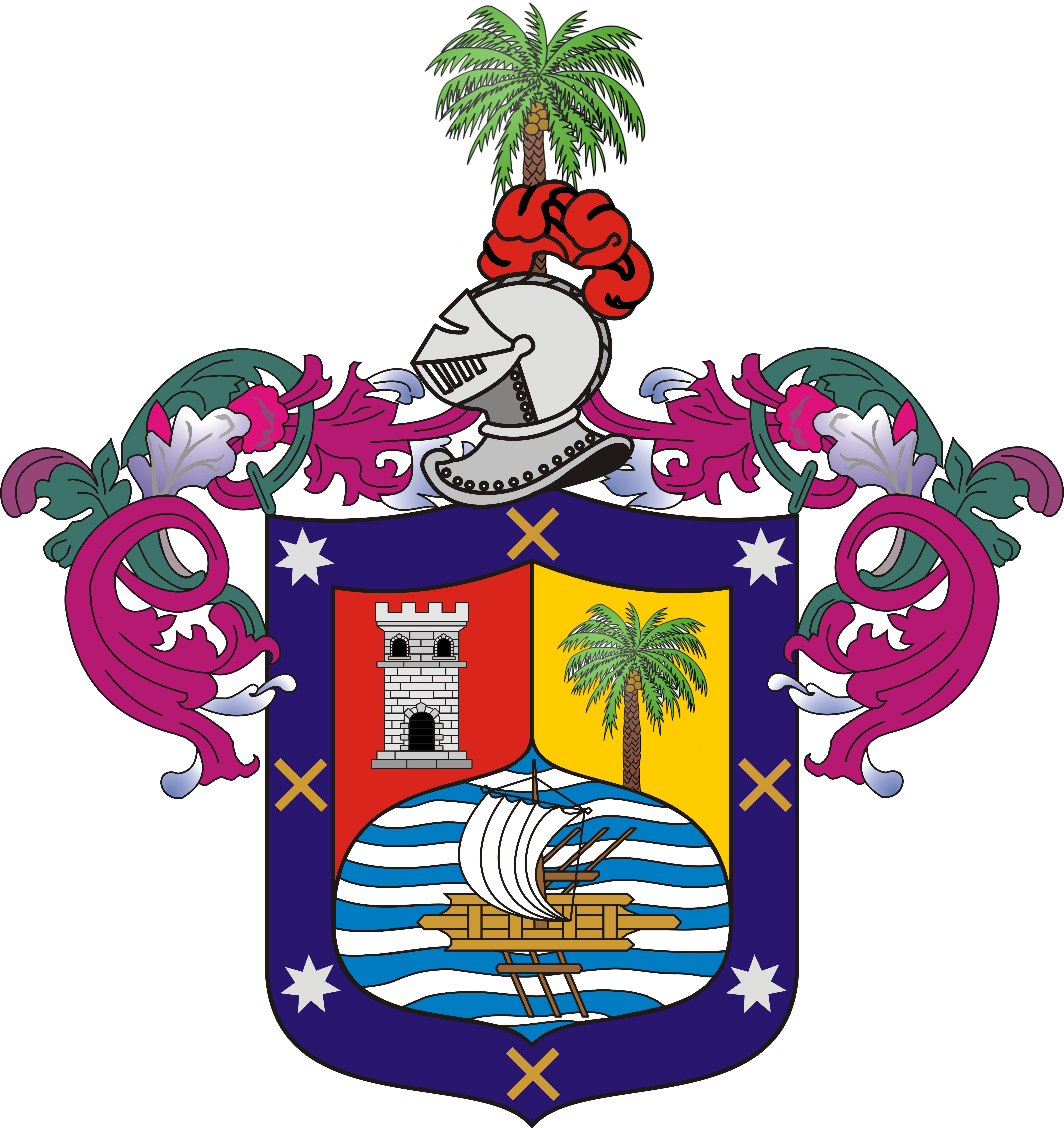
Escudo para Cristóbal Rodríguez como hijodalgo conquistador, poblador y Vecino de la Ciudad de Puerto Viejo según fecha de 30.VII.1538
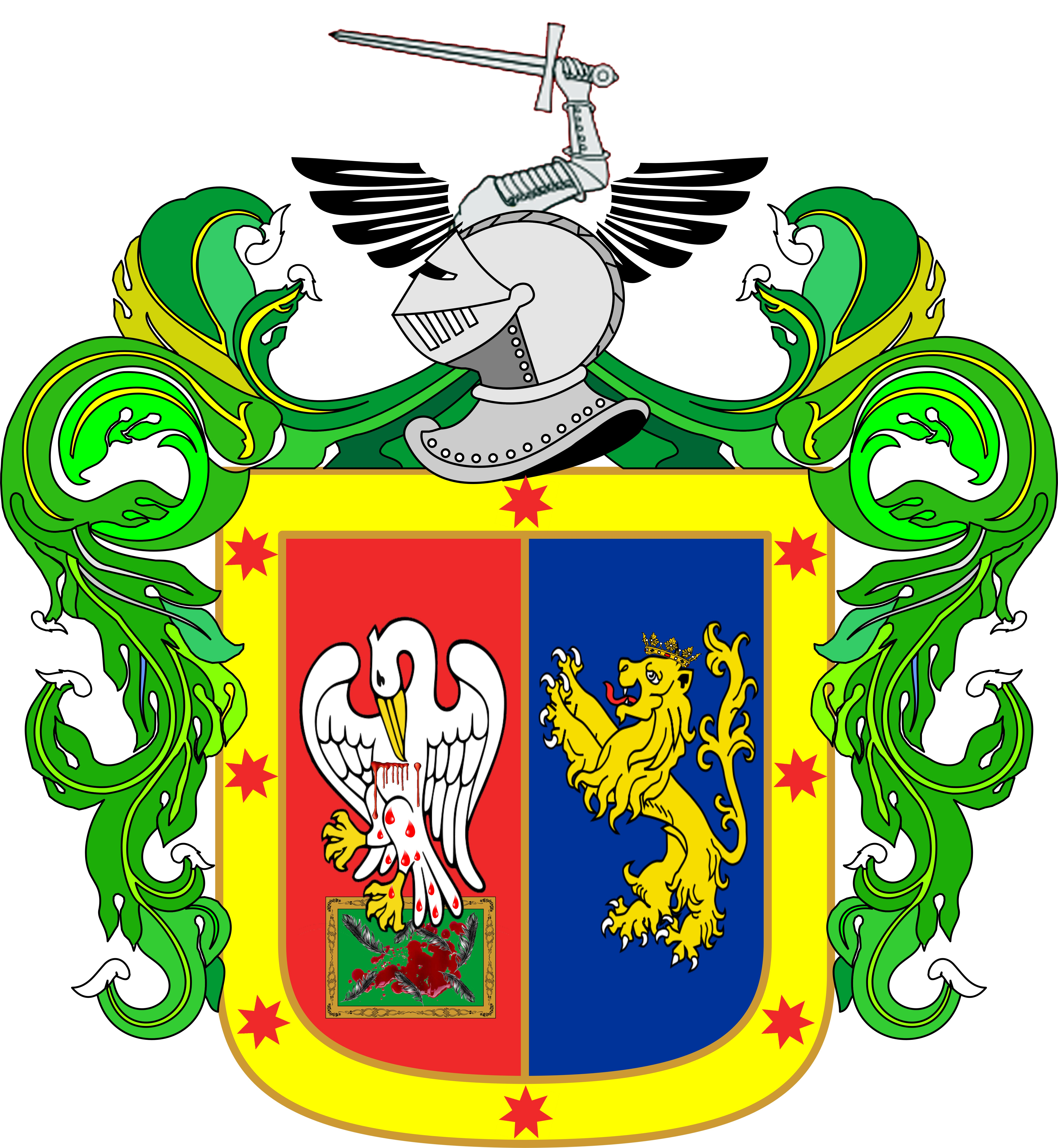
Escudo para Bartolomé Pérez y sus sucesores como hijodalgo conquistador, poblador y Vecino de la Ciudad Puerto Viejo según data de 17.III.1546
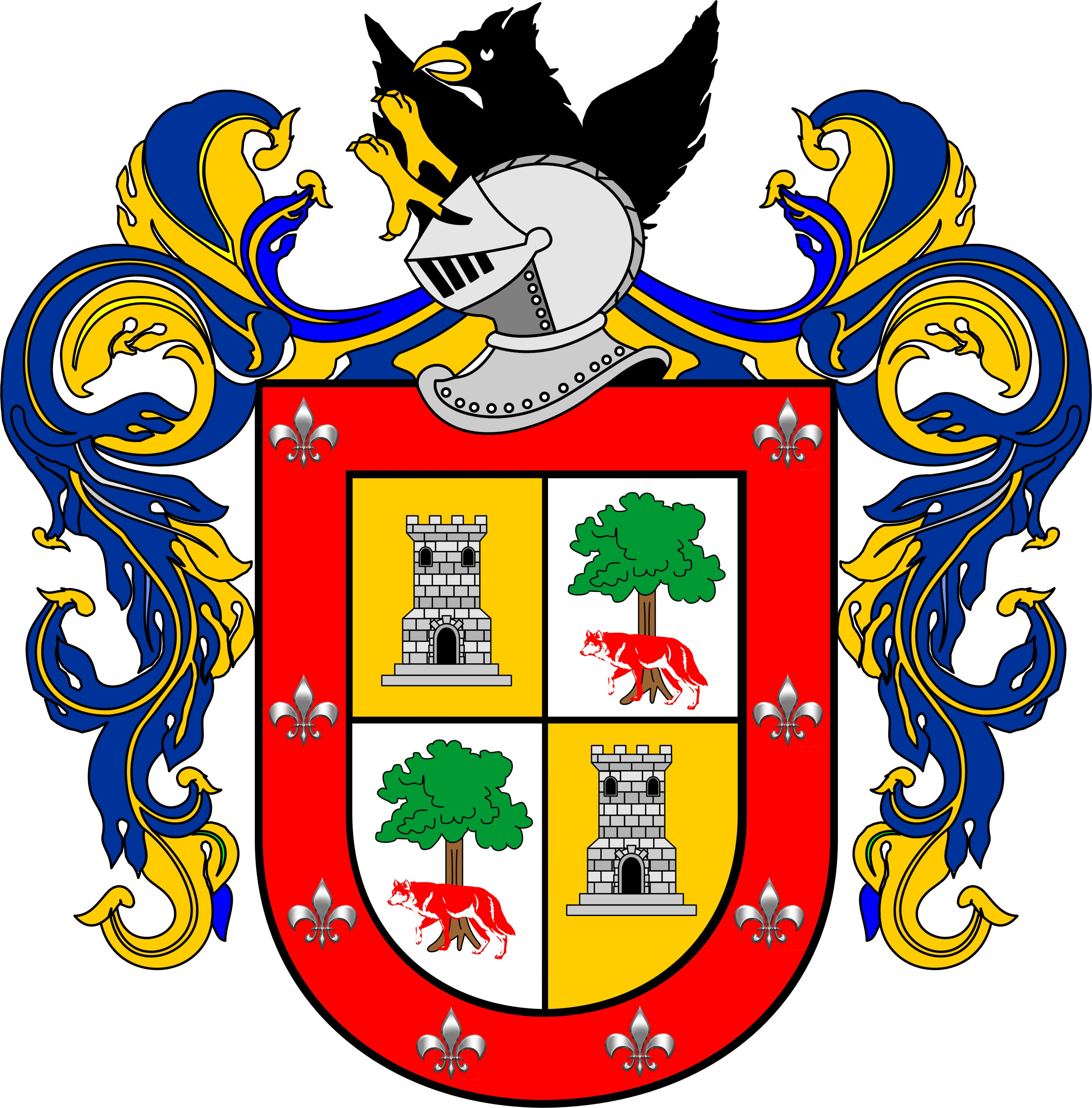
Privilegio de Escudo para Diego Méndez Conquistador, Vecino, Teniente General de Gobernador y Primer Escribano de Puerto Viejo cuando se produjo su fundación. Posteriormente fue Escribano de Santiago de Guayaquil y San Francisco de Quito. Cédula Real con fecha de 14.XII.1551
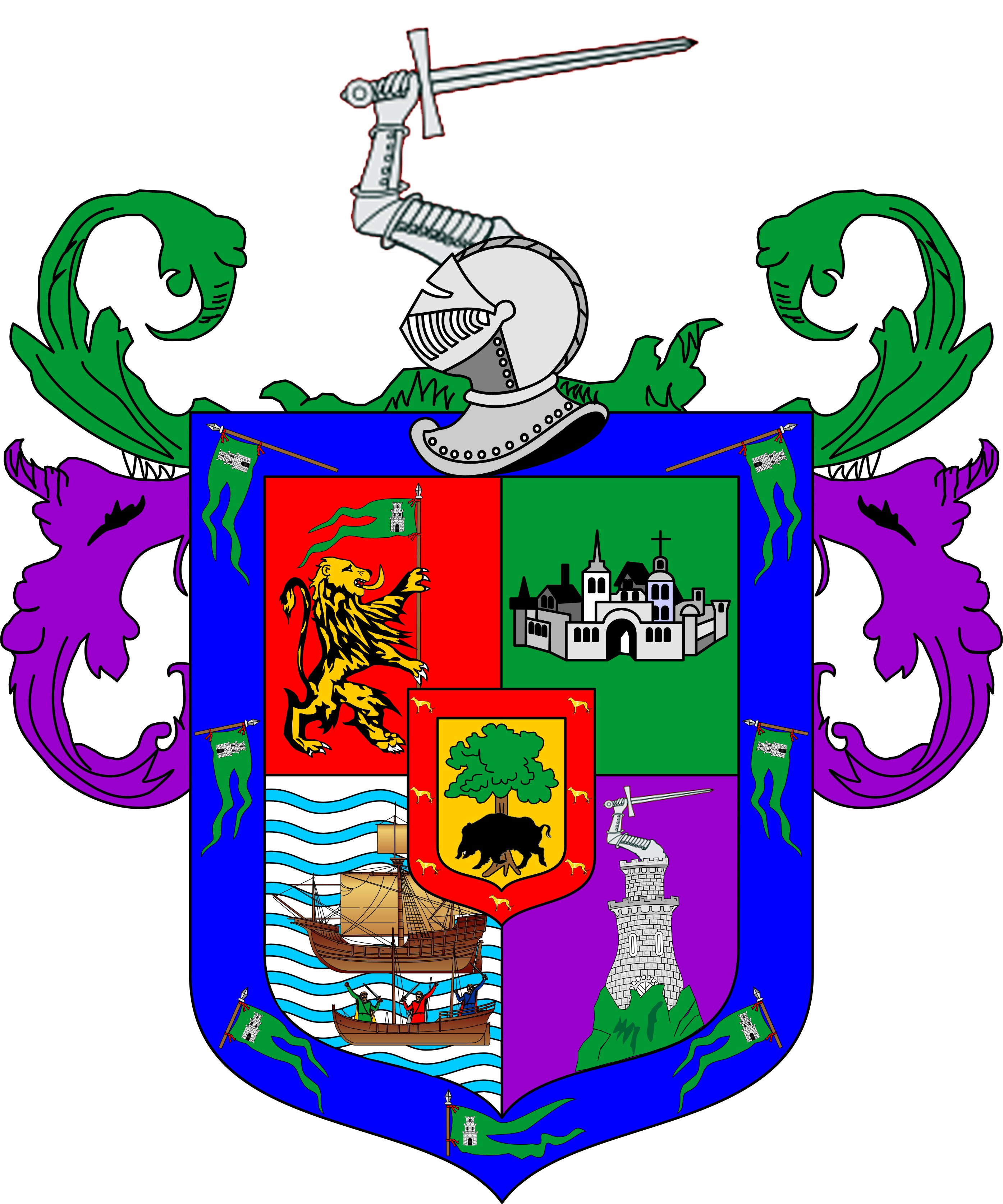
Escudo de Juan Porcel de Padilla Vecino de Puerto Viejo, Alcalde Ordinario de Santiago de la Culata, Fundador de Nueva Jerez de la Frontera 2.XII.1568

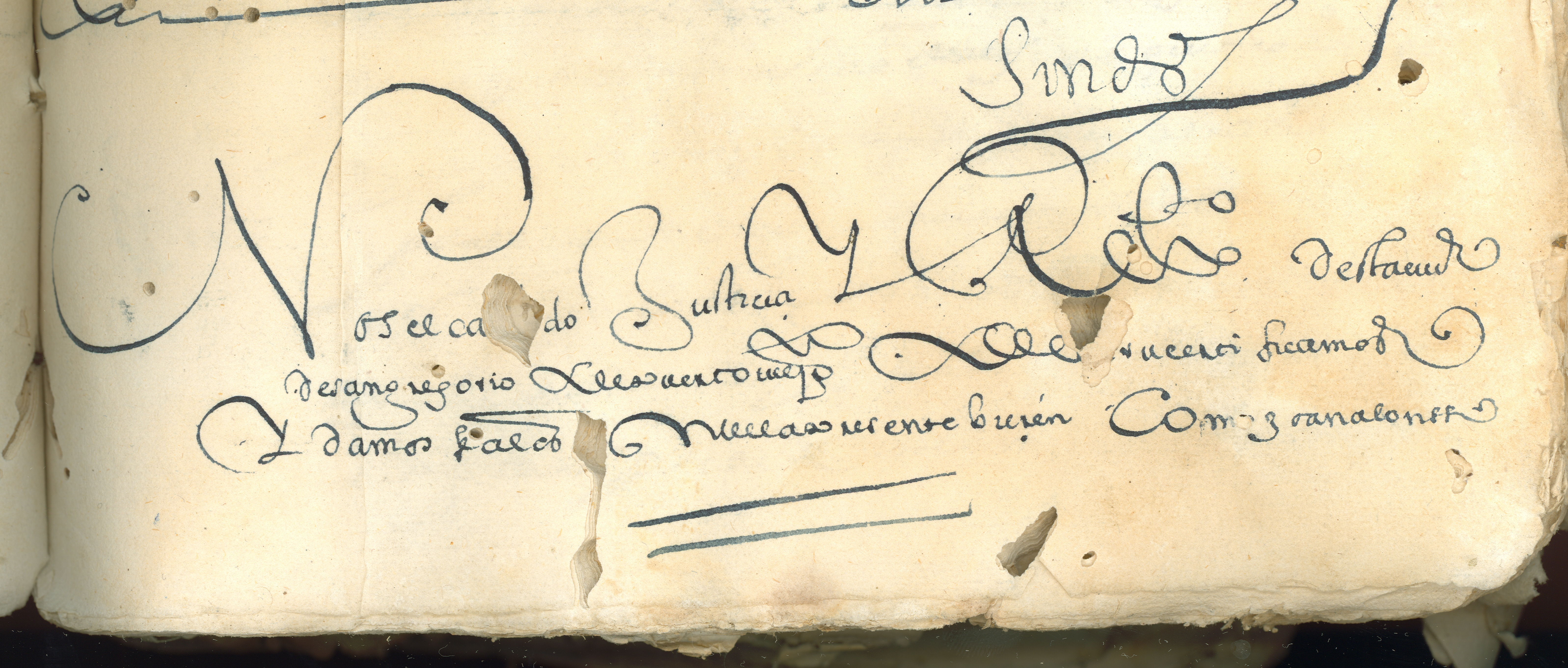
« Nos el Cavildo, Justicia y Regimiento de esta Ciudad de San Gregorio de Puerto Viejo del Pirú, certificamos y damos a los que la presente bieren como (Yo) Joan Alonsso/ Moreira de quien ba firmado el poder de este Alcalde Ordinario en esta dicha Ciudad y su Provincia […] »  (1656).
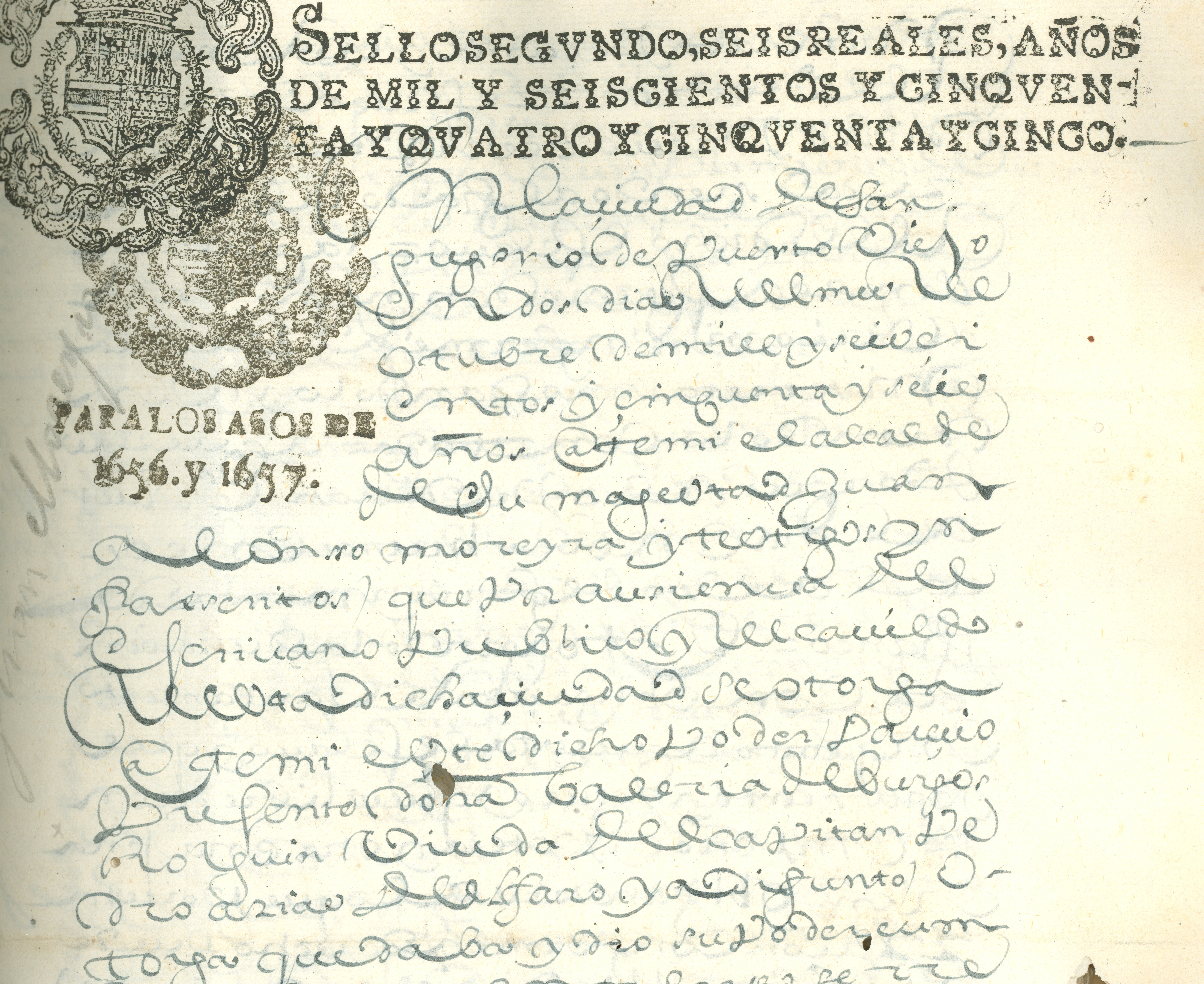
« En la Ciudad de San Gregorio de Puerto Viejo en dos días del mes de Octubre de mill y seiscientos y cinquenta y seis años ante mí el Alcalde de Su Magestad Joan Alonsso Moreyra y testigos ynfrascritos que por ausencia del Escribano Público y de Cavildo de esta dicha Ciudad, se otorga ante mí este dicho poder da aviso?-avío presente Doña Valeria de Burgos Holguín, Viuda (y esposa que fue) del Capitán Pedro Arias de Alfaro ya difunto, otorga que daba e dio su poder cumplido qual en tal casso se requiere y es necessario a Don Pedro de Alvia Pedrosso Vezino de esta dicha Ciudad […]»  (2.X.1656)
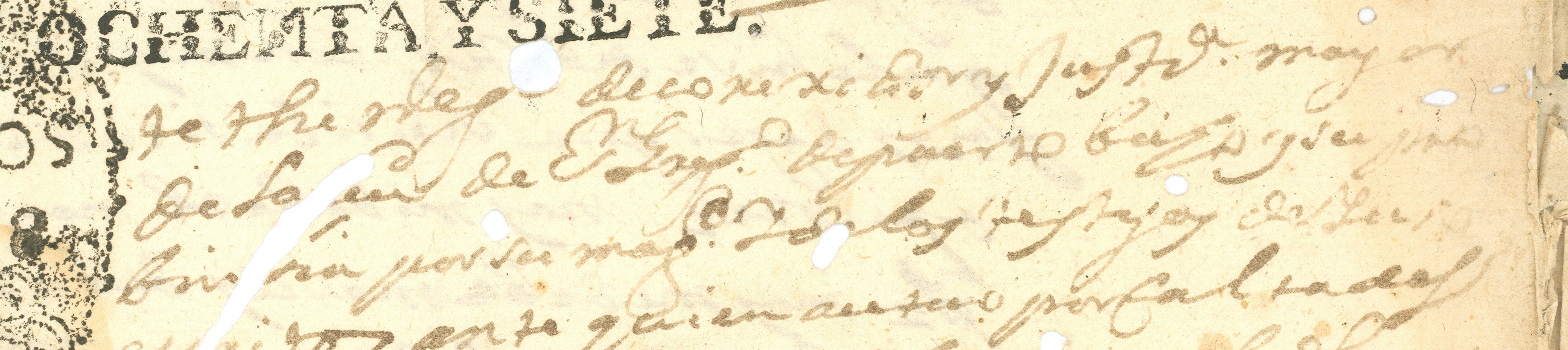
En la imagen destaca el un párrafo ortográfico donde consta la titulación de la máxima autoridad de la Tenencia de Puerto Viejo: «Capitán Don Juan de Contonente,/ Theniente General de Correxidor y Justicia Mayor de la Ciudad de San Gregorio de Puerto Biejo  y Probincia por Su Magestad [...]» (10.VII.1692).
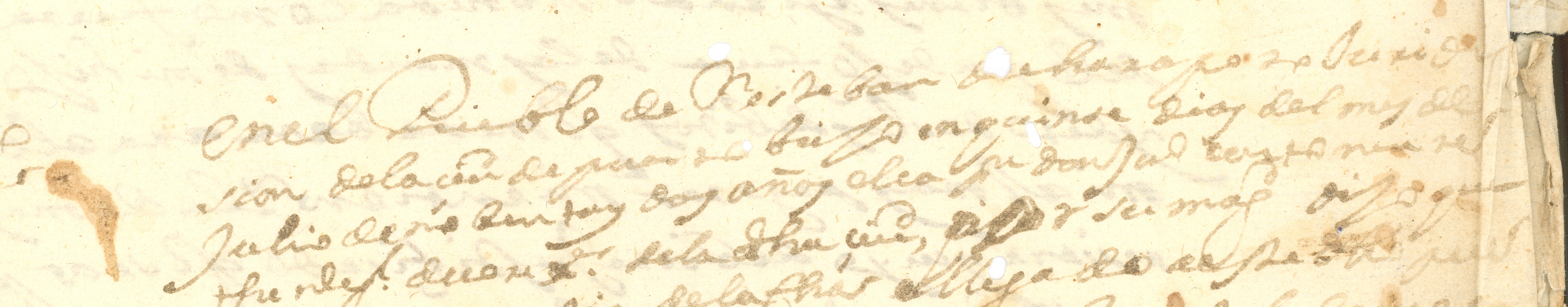
En la imagen se encuentra un párrafo que enfatiza a la población de Charapotó en la jurisdicción incorporada a la Tenencia de Puerto Viejo: « En el pueblo de San Esteban de Charapotó, jurisdicción de la Ciudad de Puerto Biejo en quince días del mes de Julio de (seiscientos) noventa y dos años el Capitán Don Juan de Contonente Theniente General de Correxidor de la dicha Ciudad por Su Magestad dijo que por quanto oy día [...]» (15.VII.1692).

## SigloXVIIy los cambios administrativos

### La relación con Guayaquil
La elección del Teniente General de Corregidor o varios de ellos fue motivo de constante controversia entre el cabildo de Guayaquil con Vecinos acaudalados de Puerto Viejo que también eran capitulares, principalmente cuando los objetivos salariales y tributarios de los Castro guayaquileños se estaban poniendo en juego sus intereses rentistas y monopólicos. La confrontación se generaba cuando ambos cabildos recomendaban sus propios candidatos, y en la misma forma el Corregidor saliente intervenía en la selección de la terna escogida para el Corregidor entrante. Por esta vía se le negó la oportunidad de ejercer el cargo de Teniente General a muchos Vecinos de Puerto Viejo, porque la preferencia estaba direccionada a favorecer a los Vecinos de Guayaquil, o sus partidarios, sin ninguna oposición, ni resistencia. Un ejemplo de ello ocurrió cuando en circunstancias extrañas en el cabildo de Guayaquil a 20 de enero de 1632 expusieron generalidades como la de que no quisieron recibir por su Teniente General al Capitán Hernando Alonso Holguin, a pesar de las calidades que es notorio por solo mandar e introducirse por ser simplemente Vecino de Puerto Viejo.

### La composición del Cabildo en 1637

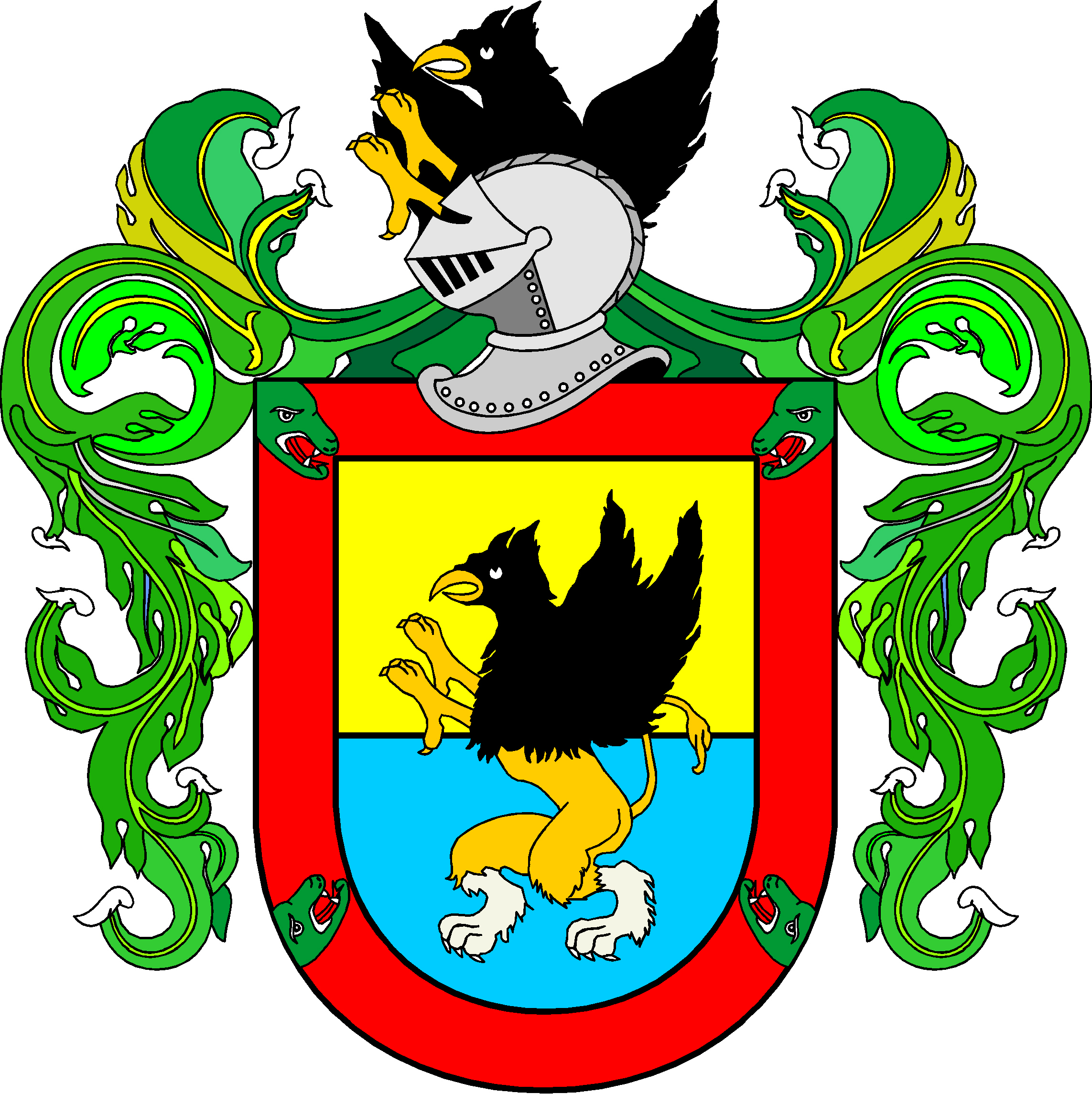
Carlos I de España Rey de España y Emperador del Sacro Imperio Romano Germánico, quien fue testigo fiel de la fundación de Portoviejo la dotó de un escudo oficial de armas en 1540 con un grifo como simbología imperial y los españoles avecinados le hicieron conocer que la villa había sido fundada en nombre.

Puerto Viejo, era heredera legítima de una administración edilicia propia. Lo que se desconoce en el contexto histórico del presente, es que todas las poblaciones que se fundaron en América, para inaugurarse no solamente requirieron de una voluntad conquistadora, guerrera, pacificadora y evangelizadora, sino también mediante la redacción de trámites burocráticos ejercidos en la Corte. Es muy cierto que esas nacientes poblaciones reducidas o pueblos de indios escogidos para obtener una categoría de Villa o Ciudad debían adquirir el derecho de compra a la Corona. Anteriormente los historiadores colonialistas del siglo XX reflexionaban que estos tratamientos exclusivos y rangos de papel eran pactados de acuerdo al incremento de tributos enviados a la Corte y a la par con el crecimiento poblacional; pero esto es un factor que en nada influía en la titulación formal dada a muchísimas poblaciones indianas, que tenían un aspecto urbano, más relacionado con una aldea, cacerío o de pueblo, que a una urbe europea. Por ello, muy pocos investigadores se limitaron a deducir que la complicidad de solo nominarse representativamente debía como cualquier otro negocio de la época tranzarse. De hecho en contexto, llamarse e intitularse como una Villa o una Ciudad no era cómodamente fácil, puesto que aquellos privilegios simbólicos también eran comprados por los cabildos al Rey vía Consejo de las Indias de una manera más discreta, para obtener así mediante las cédulas reales, el permiso de llamarse auténticas Villas o Ciudades. Así, todos los cabildos tenían también Agentes en la Corte de Madrid o de Valladolid que gestionaron por prolongado tiempo este tipo de pretensiones capitulares. No tenemos noticias ni idea de cuánto le pudo costar a Puerto Viejo, su villazgo o su posterior civitazgo, en miras a que se ha contemplado confusamente la igualdad de ambas categorías como idénticas o sinónimas, debido a la narración histórica contemporánea latinoaméricana decimonónica que a sólido confundir los ceremoniales administrativos de la Casa de Trastámara y la de Austria y no llegó a ser docta en el conocimiento de la espacialidad académica correspondiente al modus vivendi y mentalidad gubernamental en éstas épocas. En el siglo XVI y XVII, el Régimen polisinodial castellano creó toda una articulación de rangos urbanos comprables, siendo evidentes fuentes de ingresos para la corona, aunque excepcionalmente estos recursos sirvieron para obras pías o infraestructura de obras públicas, en la península. No se puede verificar con exactitud cuando Puerto Viejo dejó de ser una Villa para metamorfosísticamente transformarse en una Muy Leal y Muy Noble Ciudad, en la cual todos los documentos posteriores a 1570 lo aprueban y coordinan en un promedio cronológico.  El Cabildo estaba compuesto; en representación del Corregidor y Justicia Mayor, por el Teniente General de Corregidor. Había dos Alcaldes Ordinarios, cuatro Regidores Perpetuos, dos Alcaldes de la Santa Hermandad, un Alguacil Mayor, un Fiel Ejecutor, un Alférez Real, un Procurador General que actuaba como Letrado del Cabildo en todas las áreas judiciales, un Escribano Público y Cabildo, un Mayordomo de Propios quién recaudaba las rentas del Cabildo, un Comisario de la Santa Cruzada. Además a su cargo estaban los Alcaldes Mayores de Pueblos de Indios, que por lo general eran descendientes de Caciques que fueron leales a la causa conquistadora, entre ellos el Alcalde Mayor de Indios del Puerto de Manta, a su vez Cacique de Manta, Jaramijó y Jipijapa. 

En la Ciudad de San Gregorio de Puerto Viejo del Pirú oy tres días del mes de noviembre de mil y seiscientos y treinta y siete años ante el Cavildo, Justisia y Regimiento desta Ciudad, estando juntos y congregados / en él como lo an de usso y costumbre conviene a saber el Capitán Alonço Galban Vermejo Theniente General de Corregidor y Justiçia Mayor y el Sarxento Juan de Carrança Valdibiesso y Bartholomé Pérez de Burgos, Alcaldes Ordinarios y el Alferez Alonço Macías Salguero (Regidor), Alguacil Mayor y Domingo de Arrieta Fiel Executor con asistencia de Joan Garçia Çambrano Procurador General para tratar y conferir cossas tocantes a el servizio de Dios nuestro Señor y de Su Magestad y vien desta República.

Y en el dicho Cavildo entró Ruyz Gomez de Texena y presentó este título de Fiel Executor desta Ciudad y por el dicho Cavildo, Justicia y Regimiento visto lo obedeçieron con el rrespecto debido y mandaron que sea rreçevido a el usso y exerçiçio dél y haciendo el juramento que de derecho se rrequiere se le entregó la vara de la Real Justiçia y fue llamado a el dicho Cavildo y Regimiento por la justicia y Capitulares unánimes y conformes a el usso y exercicio del dicho oficio y aviendo jurado por Dios Nuestro Señor y por la Señal de Cristo en forma de derecho de lo usar vien y fielmente se le fue entregado por el dicho Cavildo la vara de la Real Justicia para el usso y exerciçio del dicho oficio y para que conste y consta(re) del dicho Cavildo y libro del questá en nuestro poder a que me remito en lo necessario y para que de mandamiento del dicho Cavildo y Pedimiento del dicho Ruyz Gomez Tejena, dado el presente en la Ciudad de San Gregorio de Puerto Viejo en el dicho día mes y año dichos y en fee dello fyce mi signo en testimonio de verdad.

(f) Alonso Galbán Bermejo. (f) Francisco de Çamora. (f) Joan de Carrança Baldiviesso. (f) Alonso Macías Salguero. (f) Bartholomé Pérez de Burgos. (f) Diego Sedeño (Regidor) . (f) Garsy Lopez Zambrano (Regidor). 

Ante my; 
(f) Joan de Molina Çambrana.
Escrivano Público y Cavildo.
AGI,QUITO,39,N.40

## SigloXVIIIy la migración a otras ciudades

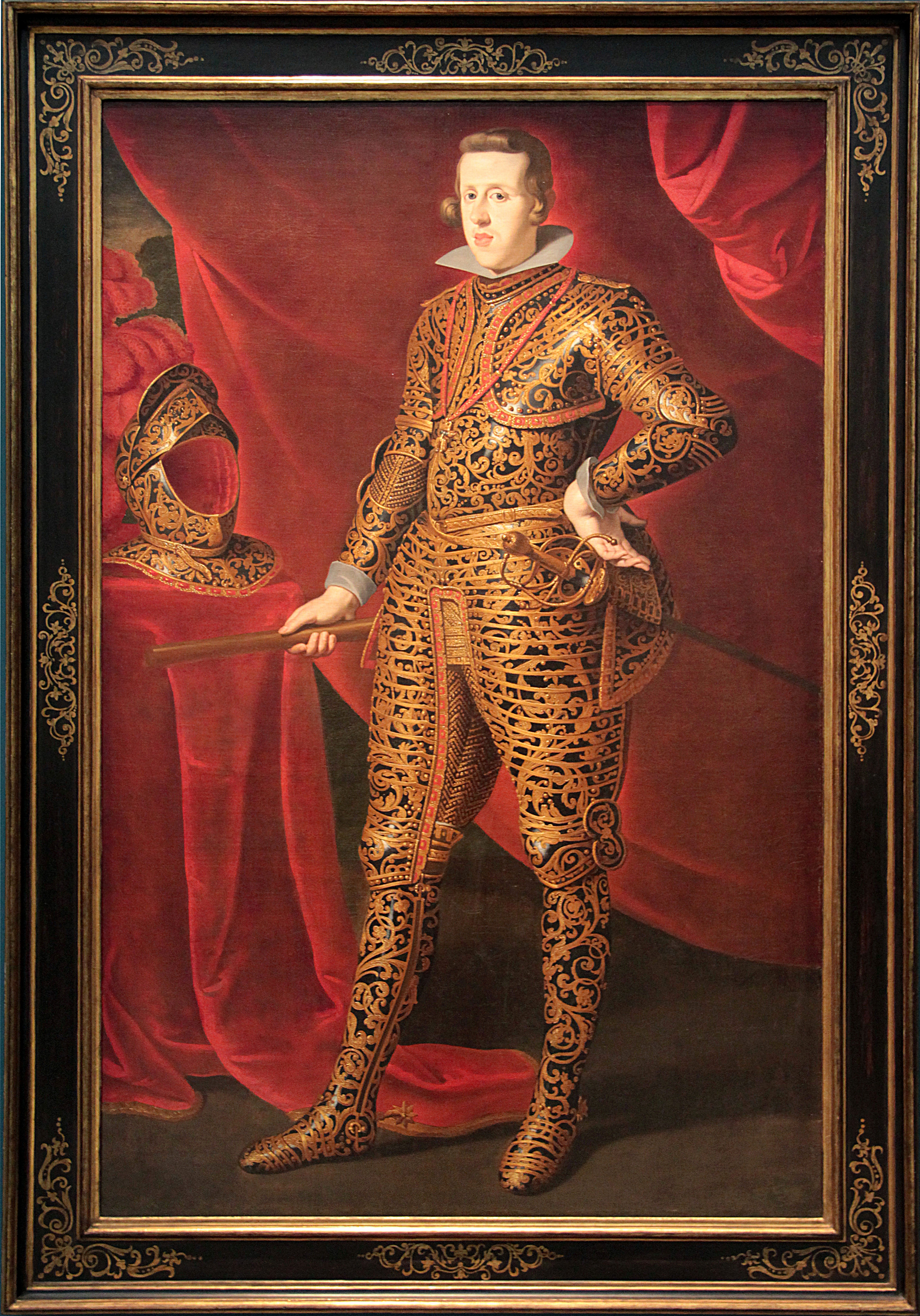
Felipe IV rey de España en los primeros años de su reinado

Anterior a la vigencia de esta cédula, el nombramiento de Teniente General de Corregidor en esta Ciudad le competía personalmente al Virrey, por lo que tácitamente a pesar de estar sujeto a la jurisdicción del corregimiento de Guayaquil, le daba como tal a la persona cierta autonomía de autoridad política y judicial directamente con las autoridades virreinales desde la época de Blasco Núñez Vela. Mientras, que con la revisión de esta Cédula, de ahora en adelante los Tenientes Generales de Puerto Viejo serían elegidos localmente por el Corregidor entrante, oportunidad inaudita que aprovecharon muchos Vecinos acaudalados de Guayaquil para controlar políticamente a Portoviejo; y que a su sumisión política, militar y judicial se sume a ello el aspecto tributario. Aunque por revisión de las Actas del Cabildo sobrevivientes muchos Corregidores realizaban las visitas a toda la jurisdicción anualmente, donde en ambos cabildos tomaban posesión de sus cargos. Inicialmente llegaban primero a Guayaquil siendo recibidos en la Isla Puná y meses después por el golfo zarpaban hasta el puerto de Manta donde eran recibidos por una comitiva que los dirigía hasta la pequeña Ciudad colonial de Portoviejo. A pesar de ello, los Corregidores pasaban la mayor parte del tiempo en Guayaquil cuidando los intereses de la Corona porque allí empezaba el Camino Real de la Presidencia de Quito. Esta cédula hizo dependiente a la única institución que Portoviejo conservaba hasta la fecha autónoma, pero, con la vigencia del documento, Puerto Viejo pasó directamente a depender en todo los aspectos secundarios como comerciales, mercantiles, judiciales y en última instancia tributario de Guayaquil y ya no de la persona del Virrey. El correo de la Audiencia de Quito entre Portoviejo y Quito fue controlado por los capitulares de Guayaquil y se le impidió a los Vecinos sucesivamente el permiso de abrir un camino como ya se lo haría con Bahía de Caráquez en 1616. De hecho, muchas de las generaciones de conquistadores acaudalados de Portoviejo que habían recibido mercedes regias en el pasado de a poco fueron abandonando el Vecindario y debido a su ruina económica, a la falta de tecnología, instituciones educativas, médicos, y a establecimientos que germinaran conocimiento lograron dependencia e inmigraron a otras Ciudades que crecieron precozmente como Lima, Barbacoas, Quito, Santiago de Cali, Trujillo, Piura, Anserma, Cartago, Buga, Santa Fe de Antioquia, Provincia del Chocó, Ciudad de Panamá, Cartagena de Indias y hasta el propio Guayaquil. Oportunidad vinculante que aprovecharon muchos Vecinos Feudatarios y Principales de Guayaquil para abrir nuevos negocios y rutas monopólicas regionales en la lejana urbe primitiva y para hacerse con ello de un control sumadamente directo desde Guayaquil. Empero, en el siglo XVII, toda la documentación trataba equitativamente importante en el sentido literal Escribano a ambas Ciudades, ya que el título oficial era el de Corregidor y Justicia Mayor de Santiago de Guayaquil y San Gregorio de Puerto Viejo. Fue en el siglo XVIII, cuando la mentalidad mercantilista de los Borbones reemplazó a los solemnes y ceremoniosos hidalgos pertenecientes a la generación de los austeros y supersticiosos Austrias, lo que convirtió a la Ciudad de Guayaquil en la principal de la Costa en la Audiencia de Quito. Los Borbones interinamente restaron poder a los Virreyes y dieron mucha prioridad a los administradores de jerarquía media, asimismo entraron al servicio militares y burgueses, reemplazándose la nobleza que había gobernado en el tiempo de los Austrias, y cuyo recelo provocaría que estallase de a poco un resentimiento de desconfianza muy común entre las autoridades impuestas con las que por costumbre y tradición habían ostentado el poder, produciéndose allí la primera herida que de a poco quebrantaría el colonialismo español en Sudamérica. 
El siglo XVIII significó para Puerto Viejo la dependencia definitiva de la persona del Corregidor y uno de los Alcaldes Ordinarios del cabildo de Guayaquil como en las instancias de los documentos consta, puesto que los esfuerzos por considerar el peso histórico de la Ciudad en la región dejó de primar por el interés netamente de nivel comercial, que a Lima le interesaba. La debacle económica de las rentas de la más antigua ciudad manabita no solo fue con la disminución de su población criolla, quienes ejercían el control, sino por la desorganización efectiva de las Encomiendas, muchas de ellas abandonadas; y de un sistema de rentas que no benefició más que a la pretensión de Vecinos de otras ciudades cercanas, los cuales tributaban aquellas rentas en sus respectivos cabildos de origen. Además los Vecinos de Puerto Viejo optaron por invertir sus ganancias; es decir la acumulación de riqueza líquida en negocios que resultaron prósperos en otras latitudes, lo que produjo un considerable abandono presencial de los hidalgos y el deterioro de la representatividad institucional; lo corroboran los documentos reflejando que continuaron recibiendo las pensiones de sus encomiendas hasta la cuarta o tercera generación que las reclamó y las vendió en tiempos de la República como legado de familia. Este fenómeno se siguió repitiendo hasta lacerarse cuasi por completo el erario que producía la ciudad de una manera notoria. Al no estar dentro del Camino Real lastimosamente no podía ser partícipe de un comercio más dinámico; y al encontrarse la ciudad bloqueada de su comercio que privilegiaba a comerciantes y mercaderes piuranos, trujillanos, guayaquileños, limeños y provenientes del sur de la Audiencia de Santa Fe, sumando ello a la reabsorción de sus rentas tributarias por las Cajas Reales de otros cabildos cercanos; ya que muchos Vecinos cobraban anualmente el arrendamiento de sus sementeras. La manera en que la ciudad perdía cada vez menos interés por parte de los Virreyes hasta ser casi invisible institucionalmente, al encontrarse ya lejana de las supuestas inmediaciones a orillas del mar que la acogiera en su fundación y haberse visto atacada numerosas veces por el asalto de piratas, entre ellos muchos del bando de Tomás Candi, a la calamidad de las terribles anegaciones y catástrofes naturales, sucedidas en el valle del río que llevaba puesto el mismo nombre de la Ciudad, o a la casi imposibilidad de arribarla en el invierno. Los únicos privilegios a los que no podía renunciar fue el de conservar la legitimación de su tratamiento como Ciudad y todas las primeras cédulas que la Reina Juana, Carlos V y Felipe II firmaron a favor suyo y de la presencia obligatoria de autoridades que estipularon se elijan perpetuamente como cualquier otra ciudad de Castilla.

AL VIRREY DEL PERU QUE SI LA CIUDAD DE SAN GREGORIO DE PUERTO VIEJO HA SIDO DEL CORREGIMIENTO DE GUAYAQUIL LO BUELBA A ÉL Y SI TUVIERE INCONVENIENTE ABISE.

Marqués de Guadalcázar, pariente mi Virrey, Gobernador y Capitán General de las Provincias del Perú; o a la persona ó personas a cuyo cargo fuere su govierno. Por parte de Don Diego de Portugal mi Corregidor de la Ciudad de Santiago de Guayaquil de esas provincias, se me ha hecho relación, que siendo la Ciudad de San Gregorio de Puerto Viejo del distrito del dicho Corregimiento; y aviendo sus antecesores nombrado en ella Tenientes para la administración de la justicia, los Virreyes que an sido de esas provincias de algunos años a esta parte se an entrometido a proveer en ella (los Tenientes); y quien lo haga de que se siguen muchos inconvinientes, suplicándome que para (detener) esto se excusasen, los mandase (y) les dexasen (a los Corregidores) libremente nombrar los dichos Tenientes en la dicha Ciudad de San Gregorio de /Puerto Viejo; y aviendose visto por los de mi Consejo de las Indias fue acordado le devía mandar dar esta mi cédula por la qual los mandó que siendo la dicha Ciudad del dicho Corregimiento, y teniéndola los antecesores, no se la quitéis ni inviéis a ella persona (ninguna); y aviendo inconviniente me lo abissareís, para que visto en el dicho mi Consejo se provea lo que convenga; que fecha en Madrid a veynte y dos de Março de mil y seiscientos y veinte y dos años. YO, el Rey.

Por mandado del Rey Nuestro Señor. 
Pedro de Ledesma. 
Señalado del Consejo.
AGI-QUITO,212,L.4,F.165R-165V

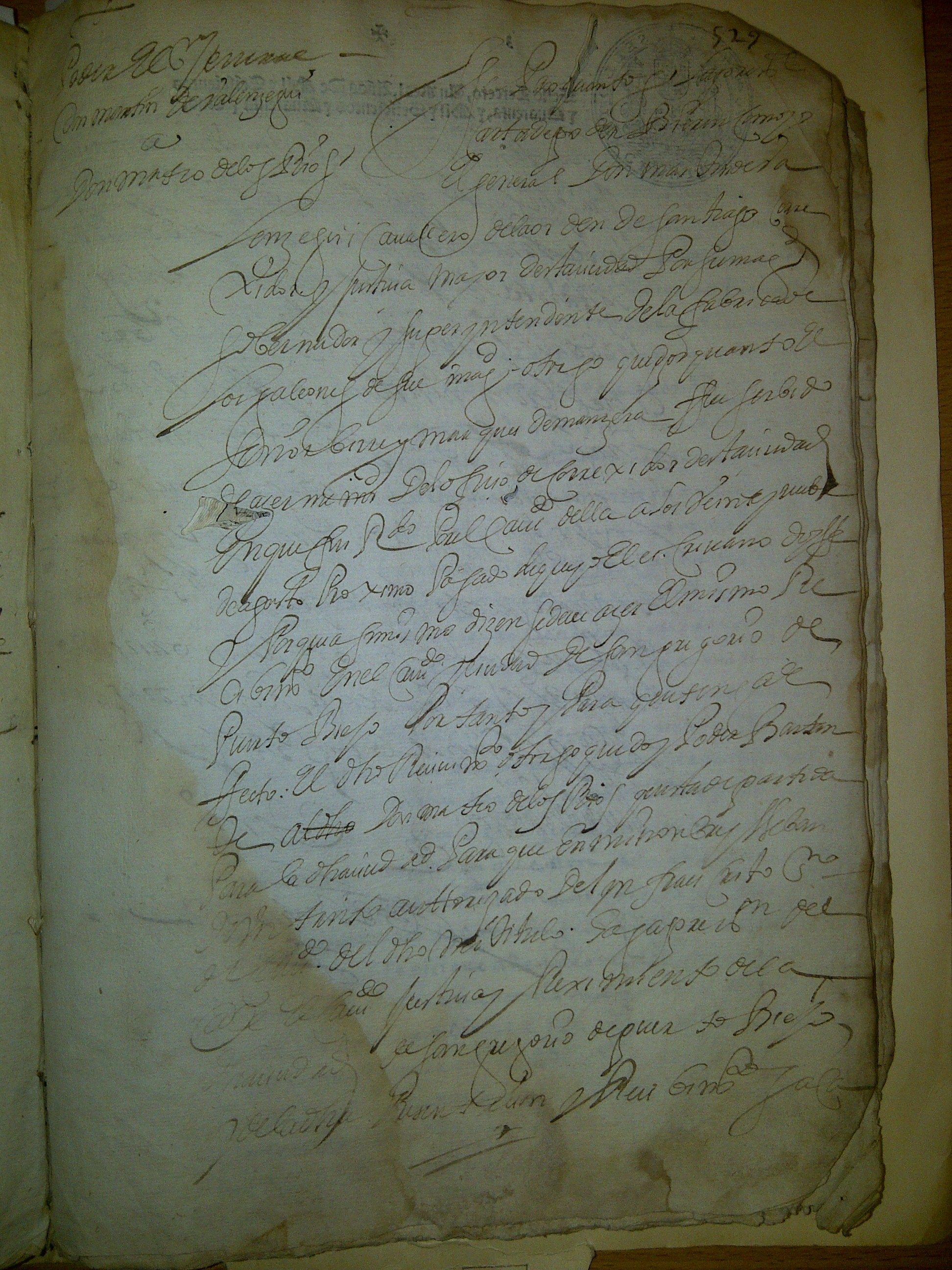
Posesión de los cabildos de Guayaquil y Puerto Viejo

En la imagen yace una muestra de la documentación que refiere la posesión de los cabildos de Guayaquil y Puerto Viejo cuando era recibido el nuevo Corregidor. El documento refleja lo siguiente: 

Sepan quantos esta presente carta de poder bieren como Yo el General Don Martín de Valenzegui Cavallero del Orden de Santiago, Correxidor y Justicia Mayor de esta Ciudad por Su Magestad, Gobernador y Superyntendente de las fabrica de los Galeones de Su Magestad otorgo que por quanto el Señor Birrey Marqués de Manzera su servidor; (al entretanto) de azerme merced del oficio de Correxidor de esta Ciudad en que fui recibido por el Cavildo de ella a los veynte y nuebe de Agosto próximo pasados de que yo el Escribano doy fee (conozco) y porque asimismo dizen se debe azer el mismo recibimiento en el Cavildo y Ciudad de San Gregorio de Puerto Viejo (de este corregimiento como es de uso y costumbre tomar la posesión de mi puesto), por tanto y para que tenga fecho el dicho recivimiento (allí) otorgo que doy poder bastante al dicho Mateo? de los Ríos que está (ahora) de partida para la dicha Ciudad (de Puerto Viejo); para que en mi nombre se han de ynformar? authorizados? del ynfraescrito Escribano de Cavildo del dicho mi título, (disponiendo que) haga(se) la presentación de él, ante el Cavildo, Justicias y Reximiento de la Ciudad de San Gregorio de Puerto Viejo y dé la dicha representación y recibiéndoles/ (mi título y noticia de nombramiento) aya testimonio (cumplido) y lo remitirá(n) de obligado a esta Ciudad para que conste (en los Libros de Escribanía ) que para todo ello (se obedezca), lo dé ello (por) pendiente, y es nezesario le doy poder bastante con todas las ynsidensias y dependencias nezesarias y con la libre y general administración y preservación en forma de derecho, que la fecho en esta Ciudad de Guayaquil en doze dìas del mes de setiembre de mill y seiscientos y quarenta y aun años; y al otorgante que yo el Escribano doy fee que conozco lo firmò de su nombre siendo testigos el Capitán Joan de Ayala y Don Diego de Ayala y Hernando? Lopez presentes = (f) Martín de Valenzegui.Ante mí,(f) Lorenzo Bances de León.Escribano Público y Cabildo.

## SigloXIXy las independencias

### Creación de la Provincia de Manabí

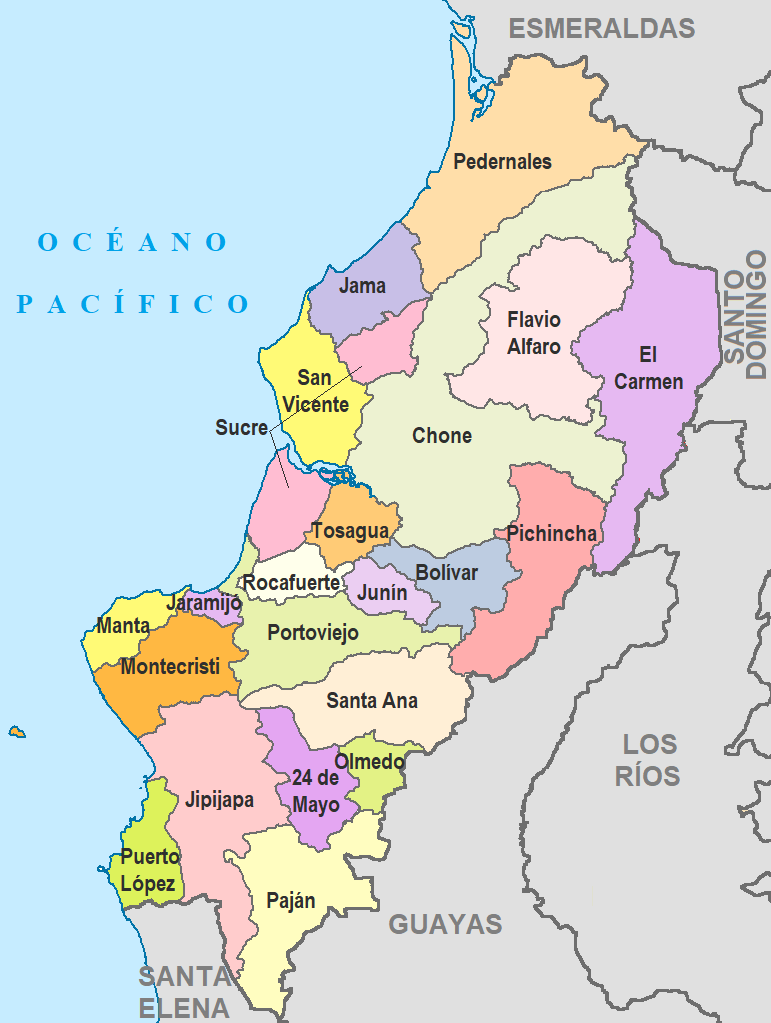
Cantones de Manabí

Tras la anexión de ésta a la Gran Colombia, el 31 de julio de 1822, el Partido siguió adjunto a la Provincia Libre de Guayaquil dentro de la Gran Colombia. Cuando se expidió en Bogotá el 25 de junio de 1824 la ley grancolombiana de división territorial, con el criterio estratégico de evitar un posible secesionismo regional auspiciado por las autoridades guayaquileñas, así como la abolición de los privilegios de centralidad tributaria y mercantil que habían acumulado las autoridades de dicho puerto desde el siglo XVIII, debido al favoritismo Borbónico en promover el uso de un solo puerto, el entonces Presidente de la Gran Colombia Francisco de Paula Santander firma la creación del Departamento de Guayaquil dividiéndolo en la Provincia de Manabí y la Provincia de Guayas. Con esta decisión política se le devolvía definitivamente a Portoviejo su autonomía edilicia y comercial que a la que tuvo que renunciar desde el siglo XVII, bloqueada en manos de los antiguos Corregidores, Gobernadores y Alcaldes Ordinarios de Guayaquil. Con la independencia la denominación de origen naviero castellano de Puerto Viejo fue abolida por el nombre de una tribu indígena antigua, pasando la Ciudad a llamarse únicamente Puertoviejo o Portoviejo, por deseo expreso del Libertador. La nueva Provincia había nacido de la unión de dos partidos coloniales, el de Puerto Viejo y el partido despoblado de La Canoa donde antiguamente habían estado los poco duraderos Gobiernos de Caráquez. En su gobierno Simón Bolívar por consejo de su equipo de trabajo reconociendo históricamente las dificultades económicas de la nueva provincia por no habérsele permitido desde tiempos coloniales la libertad de poder construir caminos vecinales ratificaría esta decisión de convertir a Portoviejo en capital de Provincia, a la igualdad de Guayaquil, además de eliminar de acuerdo a la legislación española sobre la vigencia de un Camino Real por cada Real Audiencia y un único puerto privilegiado de acceso y salida a cualquier jurisdicción. De esta manera los intereses de los comerciantes y las autoridades tributarias ya no tenían que remitir más a la administración de sus impuestos y caudales hacia una Ciudad que no fuera Portoviejo. 
Desde aquellos modos la robustecida Provincia dejó de elegir Tenientes para siempre; y así obtener directamente el nombramiento de un Gobernador en adelante, nombrado por los Presidentes de la República sucesores, como hasta la actualidad ocurre. Los planes que tenía el Libertador Bolívar para Portoviejo y para el Puerto de Manta, se vieron truncados por la desaparición de la Gran Colombia en 1830 a su muerte, ya que tenía mucho interés en su historia indígena antigua y en la posibilidad de estratégicos proyectos portuarios debido a la calma y calidez de sus costas abiertas, observando la oportunidad para articular el comercio grancolombiano con rutas nuevas navieras y terrestres gestionadas desde Manta hasta Caracas por el norte, y por el sur hasta la Isla Puná y Guayaquil. Ya en 1830, aunque el posicionamiento de la Ciudad de Portoviejo como nueva capital de Provincia de República independiente le daría su respectiva autonomía e importancia judicial y política, continuó habiendo privilegios económicos inequitativos, tributarios y aduaneros que seguían dirigidos desde Guayaquil, incluso en la distribución de recursos, contingente humano, distritos burocráticos y transferencia tecnológica, por la cual el camino desde Manta a Quito, por la vía de Chone continuó cerrado y olvidado, y fue el antiguo Camino Real, al que los Presidentes de la República, siguieron dando énfasis, tramo que a lo largo del siglo XIX hasta los cambios introducidos en el gobierno del General Eloy Alfaro, seguiría bloqueando el dinamismo del comercio naviero y terrestre manabita con el resto del país; y así continuaba restándosele la oportunidad de transar a los manabitas con los mercados extranjeros, y haciendo rico a mercaderes intermediadores burgueses guayaquileños que especulaban y jugaban con los precios de producción durante la compra y venta de muchas materias primas manabitas, que a su vez debían legalmente ser tramitadas y dirigidas desde el puerto de Guayaquil, lo que hacía que las cargas navieras debían hacer irracionales recorridos desde Manta o Bahía de Caráquez hasta Guayaquil para nuevamente ir a Panamá, el puerto de Buenaventura o Lima por ejemplo. 
A lo largo del siglo XIX y parte del XX a muchos presidentes (salvo sus respectivas excepciones) regionalistas y dueños de grandes dádivas gubernamentales en la aduana de Guayaquil les convenía que el camino a Quito por Manabí no se abriera, por temor a que los puertos manabitas que tenían mayor profundidad y direccionamiento geográfico despuntaran de manera asombrosa. Visiblemente, hasta mediados del siglo XX los regionalismos y localismos terminaron por lograr un sentido de ridícula urbanidad central cerrada desde las fuentes de poder, lo que mezquinamente hizo dependiente el interés más público-político de lo privado-económico controvertidamente. Incluso que estuvo a punto de acabar con el sentido común de ecuatorianidad cuando se produjeron conflictos limítrofes con Perú y Colombia, donde conspiraban entre sí intereses económicos y políticos acantonados en las capitales provinciales, unos en contra de otros, y culminaron por debilitar el apoyo y la unidad nacional. Lo cual, por errada mentalidad, terminaba en desmedro de la ciudadanía, inclinándose muchas autoridades seccionales por dividir las opiniones sobre la distribución de recursos por parte del Estado, interviniendo cizañeramente en el criterio de los gobernantes, que se veían en la obligación o en la presión de asumir criterios esquemáticamente duales, hasta el punto de la manipulación y la hipocresía, y todo ello para perjudicar a las mayorías, solamente para quedar bien ante las élites clandestinas que se entrometían tumoralmente en el poder, causando agravio. Muchos presidentes latinoamericanos gobernaron contrariados de lo que decían a las multitudes y lo que hacían cuando tomaban decisiones. Problema de ejercicio gubernamental muy presente hasta todo el siglo XIX ecuatoriano y latinoamericano. Había problemas repetitivos graves originados del fondo colonial que lastraron a las sociedades latinoamericanas por un sendero de incertidumbres que empeoraron y no solucionaban problemas sociales, incluso en circunstancias peores al periodo de dominación hispánica.

## Lista de autoridades

### Casa de TrastámaraSigloXVI

#### Primeros años desde 1526 a 1529
- Bartolomé Ruiz, como parte de la Expedición organizada por los Trece de la Fama. Fue el primer castellano en contactarse con un grupo de indígenas pescando en balsas y traficando víveres al frente de las costas de Coaque, entre Jama y Pedernales.

#### Periodo de reducción de cacicazgos y adoctrinamiento cristiano (1530-1534)
- Capitán Francisco Pizarro
- Capitán Diego de Almagro
- Adelantado Pedro de Alvarado

### Casa de Trastámara y de AustriaSigloXVI

#### Dentro de la Gobernación de Nueva Castilla
- Capitán Francisco Pacheco 1535 – 1537, fundador de la villa de Villa Nueva de Puerto Viejo de la Nueva Castilla, Teniente de Gobernador nombrado y confirmado su título por Francisco Pizarro en lugar de Pedro de Puelles con quien disputó el cargo, ya que también había pretendido ser su fundador, y fue enviado por parte de Sebastián de Benalcázar.

- Capitán Gonzalo de Olmos 1537-   1538  Teniente de Gobernador interino nombrado por Francisco Pizarro.

- Capitán Francisco de Orellana  1538 – 1539 Teniente de Gobernador, cuyo nombramiento se lo hace ligado junto con la Ciudad de Santiago de La Culata por Francisco Pizarro.

- Capitán Gómez de Estacio, como Teniente de Gobernador y Justicia Mayor 1539 - 1543, dejaba Puerto Viejo a cargo de Francisco Gutiérrez Alcalde Ordinario de la Villa. En esta administración (1540) se le concede escudo e hidalguía al Alguacil Mayor del Cabildo Don Baltazar García por los años de apoyos, entendimientos y servicios prestados a Francisco Pizarro y lealtad a la Corona. Escudo que contiene de composición en el interior un grifo, pero que en el detalle central en conjunto son dos águilas similares a las de Carlos I que protegen a un yelmo de hidalgo; y que por registro, se convertiría en el símbolo oficial de la Ciudad y su jurisdicción durante más de 400 años continuados.

- Capitán Lope de Ayala 1544 - 1546 Teniente de Gobernador y Capitán General impuesto de facto sine qua non por Gonzalo Pizarro. Impuso al Capitán Francisco de Marmolejo como Alférez Real, arrebatando el nombramiento hecho a Esteban Ximénez, quién recuperaría el puesto después de la caída de los movimientos insurgentes pizarristas.

- Capitán Diego de Méndez, Teniente de Gobernador y Justicia Mayor 1547 - 1548. En el pasado había sido Escribano de Puerto Viejo desde su fundación. Se trasladó a Guayaquil, para actuar con el mismo oficio para radicarse posteriormente en Quito como Vecino. Por la hazaña de haber organizado una conspiración en contra de la autoridad pizarrista impuesta, y desmantelado aquella presencia en el territorio de Puerto Viejo, el Gobernador le nombra Teniente General hasta segunda orden. El rey lo premiaría, con la concesión de un Escudo de Armas por haber restablecido la lealtad de la Ciudad al Rey.

- Bartolomé de Santillana 1548 - ?  Primer Corregidor y Justicia Mayor, además de Juez de Residencia nombrado por el Gobernador Pedro de la Gasca tras los incidentes de la Gran Rebelión de Encomenderos dirigida por Gonzalo Pizarro y los resultados de la Batalla de Jaquijahuana. Fue el único Corregidor que prefirió la estancia suya en Puerto Viejo que en Guayaquil.

- Capitán Alonso de Almao, Teniente de Gobernador y Justicia Mayor hacia 1561. Nombrado por el Gobernador de Quito Melchor Vásquez de Ávila .

- Cristóbal de los Ríos, Justicia Mayor como Alcalde Ordinario más antiguo hacia 1573. Nombrado provisionalmente por Lorenzo de Aliaga, Corregidor.

- Don Pedro de Alva, Teniente de Corregidor y Justicia Mayor hacia 1586. Nombrado posiblemente por el Corregidor, Capitán Jerónimo de Reinoso y Piedrola. Según consta en la Probanza del Cacique de Manta Pedro de Zama, Don Pedro de Alva se hizo Vecino de Portoviejo, y era primo de Don Andrés de Alva, uno de los Secretarios del Rey Felipe II, lo que demuestra la importancia que le daban los altos funcionarios de los Consejos Reales a sus familiares, haciendo parentela en los cabildos que le solían escribir al Rey, ya posteriormente cuando éstos se incluían en las comitivas de los Virreyes y las ternas o candidaturas de los Corregidores para los Tenientes Generales, lo cual eran maneras de seleccionar a los nuevos funcionarios escalarmente.

- Capitán Juan Bautista Alvarado Lugarteniente de Corregidor y Justicia Mayor hacia 1591. Nombrado por el Corregidor Capitán Gerónimo de Reinoso y Piedrola.

### Casa de AustriaSigloXVII

#### Dentro del Corregimiento de Guayaquil de la Real Audiencia de Quito
- Don Diego Ordoño de Ríos, Teniente General de Corregidor y Justicia Mayor - consta hacia 1600. Posiblemente nombrado por el Corregidor Don Ordoño de Aguirre.
- Capitán Juan de Carranza Valdiviezo, Teniente General de Corregidor y Justicia Mayor - hacia 1616. Nombrado posiblemente por funcionarios del Virrey Francisco de Borja y Aragón.
- Capitán Francisco de Zamora, Alférez Mayor, Teniente General de Corregidor y Justicia Mayor - hacia 1635. Nombrado por el Corregidor Don Francisco de Noboa y Sotelo.
- Capitán Alonso Galbán Bermejo Teniente General de Corregidor y Justicia Mayor - hacia 1637. Nombrado por el Corregidor Maestre de Campo Don Baltazar Malo de Molina.
- Capitán Diego Ballesteros Saucedo Teniente General de Corregidor y Justicia Mayor - hacia 1653 y 1654. Nombrado en primera instancia por el Corregidor Sargento Mayor y Ayudante Real Don Francisco Vásquez de Silva, quien por su temprano fallecimiento fue sustituido en el cargo de Corregidor por disposición de la Real Audiencia de Quito en Don José de Verganzo y Gamboa como Corregidor, quien le ratificaría el cargo de Teniente en Puerto Viejo hasta el arribo del nuevo sucesor.
- Capitán Juan Ramírez de Estrada Teniente General de Corregidor y Justicia Mayor - hacia 1654. Nombrado Don Jorge de Rivera Caballero de la Orden de Santiago.
- Sargento Mayor Joseph Velázquez de Navas Teniente General de Corregidor y Justicia Mayor - hacia 1655. Nombrado por el Corregidor Don Manuel de la Torre y Berna Caballero de la Orden de Alcántara. Su nombramiento fue polémico por su condición de Vecino de Guayaquil, realizó negocios y contratos monopólicos que acabaron por controlar el comercio de Portoviejo por parte del Cabildo de Guayaquil, así se generaron las primeras rencillas de origen tributario entre los Vecinos más poderosos de Portoviejo con los Capitulares de Guayaquil.
- Capitán Diego Martín de Bayas, Tesorero Juez, Teniente General de Corregidor y Justicia Mayor - consta en el cargo hacia 1661 en el año del nacimiento del Rey Carlos II y reinando Felipe IV. Nombrado por el Corregidor, General Manuel de la Torre y Berna.
- Capitán Juan de Bayas Cabrera Teniente General de Corregidor y Justicia Mayor - hacia 1663. Nombrado por el Corregidor, General Diego de Torres Altamirano.
- Capitán Don Gregorio Delgado Teniente General de Corregidor y Justicia Mayor - hacia 1679. Nombrado por el Corregidor General Tomás Félix de Argandoña.
- Capitán Esteban de Amores y Herrera Teniente General de Corregidor y Justicia Mayor - hacia 1672. Nombrado por el Corregidor Capitán de Caballería Don Antonio de Paz Duque de Estrada.
- Capitán Juan Martínez del Junco Juez Visitador, Teniente General de Corregidor y Justicia Mayor - hacia 1677. Nombrado en circunstancias especiales por el presidente de la Real Audiencia de Quito Lope Antonio de Munive.
- Capitán Juan de Contonente Teniente General de Corregidor y Justicia Mayor - hacia 1694. Nombrado por el Corregidor General Don Luis López de Haro.
- Capitán Don Alonso de Mestanza Teniente General de Corregidor y Justicia Mayor - hacia 1694. Nombrado por el Corregidor anterior.

### Casa de BorbónSigloXVIII
- Capitán Bartolomé Sánchez de Intriago Teniente General de Corregidor y Justicia Mayor hacia 1705. Nombrado por el Corregidor General Don Pedro Tello de Meneses.
- Capitán Diego Cedeño de Betancur, Teniente General de Corregidor y Justicia Mayor hacia 1713. Nombrado por el Corregidor General Pablo Sáez y Durón.
- Don Francisco Díaz Navarrete Teniente General de Corregidor y Justicia Mayor hacia 1724. Nombrado por el Corregidor, General y Teniente de Capitán General Don Diego Francisco de Echarri y Xavier. Según despacho del Virrey de 1763, por el año de 1720, según consta en los archivos de la Audiencia de Bogotá y Escribanía de Guayaquil, el pueblo de Montecristi tenía una  Encomienda de indios para trabajar y tratar la pita y la cera ligada familiarmente al Condado de Santa Ana de las Torres que data de 1684.
- Don Juan Antonio del Barco y Ecay Teniente General de Corregidor y Justicia Mayor hacia 1727. Nombrado por el Corregidor, General Juan Roque de Ahumada. Uno de los Tenientes más polémicos de Puerto Viejo. Acusado de concubinato, desfalco al erario, contrabando y venta irregular de mercaderías, tuvo que renunciar. Se Mantuvo en el poder hasta la administración del Corregidor; General, Capitán de Mar y Tierra y Teniente de Capitán General Don Pedro de Echevers y Zubiza, quien logró destituirlo. En 1748 aparece como Alcalde Ordinario, poniendo en marcha la gestión para la restitución de elección de Regidores y Alcaldes Ordinarios, ya que el Corregidor había suspendido algunas de las facultades del cabildo en su propia jurisdicción.
- Don Pedro Salcedo Teniente General de Corregidor y Justicia Mayor hacia 1746. Nombrado por el anterior Pedro de Echevers y Zubiza. Como sucesor de Del Barco, restablece el orden con un asedio por mar y tierra, y logra asumir su cargo. Se transforma en el Teniente que propicia la influencia taxativa del Corregidor en asuntos que no le son propios y que están relacionados con las funciones de Regidores u otras suspensiones o intervenciones de arbitrariedad a las funciones de Cabildo. Por un lado el Teniente decide gobernar por la vía de justicia mediante el Alcalde Ordinario que estuvo a su propuesta. Y por el otro el Cabildo posesionado realizaba las sesiones con un Alcalde Ordinario estable, con la suspensión mandada de competencias que tuvieron Regidores y otros servidores, hasta el punto de que la Real Audiencia lograra resolver la consignas y diferencias entre ambas partes para las soluciones. En esta gestión sesionaron por lo tanto dos cabildos a nombre de una Ciudad, mientras temporalmente para poder entenderse se realizaron posteriormente acuerdos.
- Capitán Don Antonio de Molina, Teniente General de Corregidor y Justicia Mayor hacia 1748. Nombrado por el Corregidor Sargento Mayor Don José Clemente de Mora y León.
- Don Pedro Sánchez de Mora Teniente General de Corregidor y Justicia Mayor. Nombrado por el Corregidor Don Manuel Moreno y Ollo.
- Don Juan de Mendoza Teniente General de Corregidor y Justicia Mayor hacia octubre de 1751. Nombrado por el Corregidor Don Manuel Moreno y Ollo.
- Don Francisco Carlier Teniente General de Corregidor y Justicia Mayor hacia 1752. Nombrado por el Corregidor anterior.
- Don Antonio Solís Teniente General de Corregidor y Justicia Mayor. Nombrado por el Corregidor Don Manuel Moreno y Ollo.
- Don Ramón Carlos Chacón Teniente General de Corregidor y Justicia Mayor. Nombrado por el Corregidor, General y Teniente de Capitán General Don Manuel Fernández de Avilés.
- Capitán Miguel de Zevallos Teniente General de Corregidor y Justicia Mayor hacia 1762. Nombrado por el Corregidor General Don José Ruiz de Cortázar, quien fuera el último Corregidor de Guayaquil y Puerto Viejo.

#### Dentro del Gobierno de Guayaquil
- Capitán Marcos Fernando de Vera Teniente General de Gobernador y Justicia Mayor hacia 1764. Nombrado por el Gobernador y Capitán General Juan Antonio Zelaya y Vergara. El día 14 de julio de 1764, aconteció un sismo que dejó muy deteriorada la Ciudad y su comarca, los efectos fueron la recuperación de reconstruir la mayor cantidad de edificaciones públicas y religiosas frecuentadas por los moradores. El Valle de Pichota, Picoazá, Montecristi, Jipijapa, y Manta son los pueblos que también informan del acontecimiento natural al Cabildo. En el año de 1765 Vecinos de Portoviejo, realizan una relación de acontecimientos al Virrey de Nueva Granada, explicándole de las crías de ganados que tenían en los Valles de Chone y Tosagua. Y que el exteniente Antonio de El Barco tenía en Chone un “refugio quieto” para recoger pita, cacao y realizar actividades comerciales por la vía de la Canoa o Caráquez.
- Don Gaspar de Neira Teniente General de Gobernador y Justicia Mayor. Nombrado por el Gobernador y Capitán General Francisco de Ugarte.
- Don Joseph Menéndez Teniente General de Gobernador y Justicia Mayor. Nombrado por el Gobernador y Capitán General Ramón de Carvajal.
- Don Antonio de Neira Teniente General de Gobernador y Justicia Mayor. Nombrado por el Gobernador y Capitán General anterior.
- Don Pedro de Aragundi Teniente General de Gobernador y Justicia Mayor hacia 1779. Nombrado por el Gobernador y Capitán General Ramón García de León y Pizarro. Como funcionario fue el encargado de remitir la recopilación de información relacionada al sismo del 14 de julio de 1764 dirigidos al Gobernador García de León y Pizarro.
- Don Francisco Picazzos Teniente General de Gobernador y Justicia Mayor. Nombrado por el Gobernador anterior.
- Capitán Marcos Fernando de Vera (Segundo Periodo) Teniente General de Gobernador y Justicia Mayor, compró el derecho al Tenientazgo por siete años, desde 1780 a 1786 al Gobernador y Capitán General Ramón García de León y Pizarro. En el año de 1782 se inician las gestiones del Capitán Don Marcos Fernando de Vera, Teniente de Gobernador y Receptor de Alcabalas, Administrador del Real Estanco de Aguardiente con Vecinos del Valle de Pichota, para que se tomen en consideración las bondades de producción y comercio de las tierras de Chone, que estuvieron pobladas hasta la primera mitad del siglo XVII por el camino de Bahía de Caráquez y su ruta de río hacia la Provincia de Yumbos.
- Don Antonio de Ugarte Teniente General de Gobernador y Justicia Mayor. Nombrado por el Gobernador anterior.
- Don Manuel Nuñez de Balboa Teniente General de Gobernador y Justicia Mayor.  Nombrado por el Gobernador y Capitán General Juan de Urbina.
- Capitán Marcos Fernando de Vera (Tercer Periodo) Teniente General de Gobernador y Justicia Mayor. Nombrado por el Gobernador y Capitán General anterior.
- Don Juan Ponce de León Teniente General de Gobernador y Justicia Mayor.
- Don Francisco Terrazos Teniente General de Gobernador y Justicia Mayor.

### Casa de BorbónSigloXIX
- Don Francisco Xavier Casanova Teniente General de Gobernador y Justicia Mayor.
- Don Manuel Ponce de León Teniente General de Gobernador y Justicia Mayor. Hijo del Ponce de León anterior.
- Don Juan Antonio Menendes Teniente General de Gobernador y Justicia Mayor.
- Don Francisco de Paula Villavicencio Teniente General de Gobernador y Justicia Mayor. Reconoció la Independencia legitima de la Gobernación de Guayaquil de la Corona española.
- José Luis de la Vega Teniente General de Gobernador y Justicia Mayor. Fue nombrado interinamente por la Junta Revolucionaria de la República de Guayaquil presidida por José Joaquín de Olmedo.